# Luchthaven Schiphol
Luchthaven Schiphol (IATA: AMS, ICAO: EHAM) is de grootste Nederlandse luchthaven en een belangrijke luchthaven in Europa. Schiphol was in 2018 met 71 miljoen passagiers de op twee na drukste luchthaven van Europa, na Heathrow (Londen) en Charles de Gaulle (Parijs).
De luchthaven ligt in de gemeente Haarlemmermeer in het zuiden van de provincie Noord-Holland en bevindt zich ongeveer 15 kilometer ten zuidwesten van Amsterdam. Op een deel van de huidige locatie van Schiphol, lag tot 1959 het dorp Rijk. De naam "Schiphol" wordt ook gebruikt als plaatsnaam, evenals Schiphol-Oost en Schiphol-Rijk.
De luchthaven is eigendom van de Koninklijke Schiphol Group (statutaire naam: "Royal Schiphol Group N.V."), met als aandeelhouders de Nederlandse Staat en de gemeenten Amsterdam en Rotterdam. Een wederzijdse deelneming met het Franse Aéroports de Paris is in 2012 beëindigd.
Schiphol is de thuishaven van de Nederlandse luchtvaartmaatschappijen KLM, Martinair, Corendon, TUI en Transavia. Daarnaast is het de Europese hub van Delta Air Lines, en een basis voor easyJet. en Vueling. De luchthaven ligt enkele meters onder zeeniveau en telt zes start- en landingsbanen.
Sinds 2024 is Pieter van Oord de Chief executive officer (CEO) van de luchthaven.

## Geschiedenis

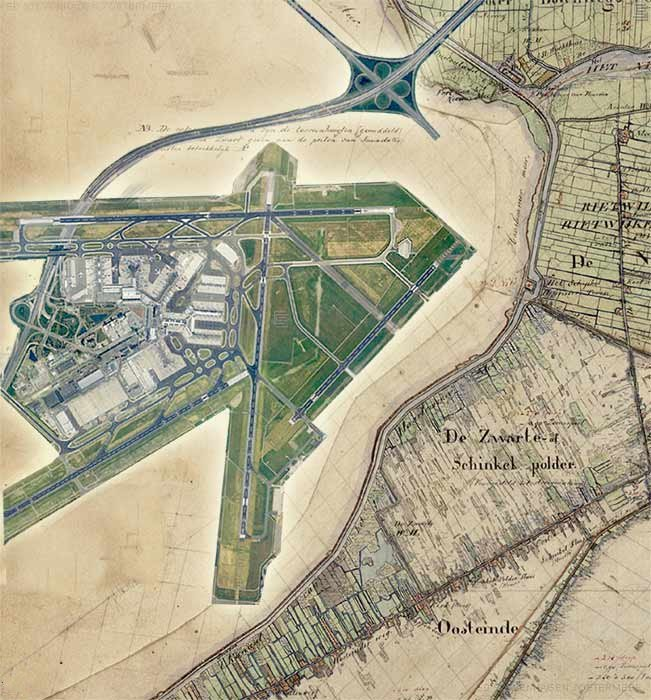
Ligging van Schiphol ten opzichte van de Ringvaart van de Haarlemmermeerpolder.
Schiphol (zonder de Zwanenburg- en de Polderbaan) is geprojecteerd over een kaart uit circa 1840. Rechts van de luchthaven is met een vierkantje in de Ringvaart het vroegere Fort aan het Schiphol aangegeven. Hier ligt nu de Schipholdraaibrug. Even ten noorden hiervan kruist de A9 de Ringvaart.

### Naam
De naam Schiphol komt al voor in een op 11 september 1447 gedateerde, perkamenten brief over grondoverdracht (vier maden lands, liggende in Aelsmerbanne in Sciphol). De exacte oorsprong van de naam staat niet vast, de deskundigen verschillen hierover van mening.
't Schiphol bestond en bestaat uit de Kleine Poel, het Zwarte Pad, het Oeverlandenreservaat en het poldertje van Sloothaak met stadskwekerij. Het gebied behoort waterstaatkundig tot de Buitendijkse Buitenvelderse polder. Na de noordelijke grenssloot, het voormalige fort en het militaire vliegveld draagt nu de nationale luchthaven de naam van dit gebiedje aan de noordoostelijke grens van Aalsmeer: Schiphol. Die naam is dus in de loop der eeuwen enkele kilometers naar het westen verschoven.

### Inpoldering
In 1848 werd begonnen met het droogleggen van het Haarlemmermeer, in 1852 viel de polder droog. In de noordoostelijke hoek van de nieuwe polder werd ter verdediging het Fort aan het Schiphol gebouwd. Dit fort lag binnen de later aangelegde ring van forten die de Stelling van Amsterdam vormden.

### Militair vliegveld

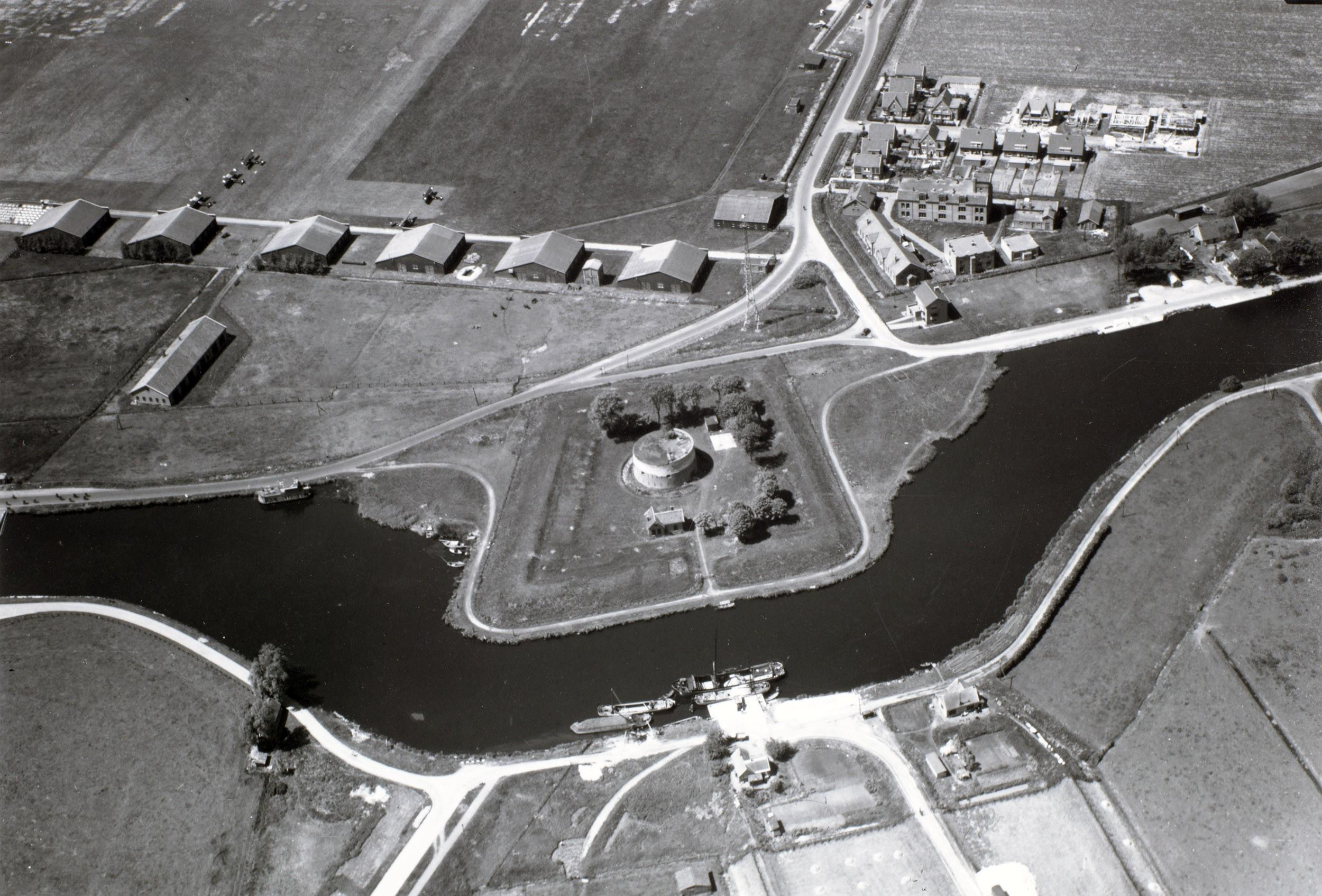
Vliegkamp Schiphol naast het gelijknamige fort.

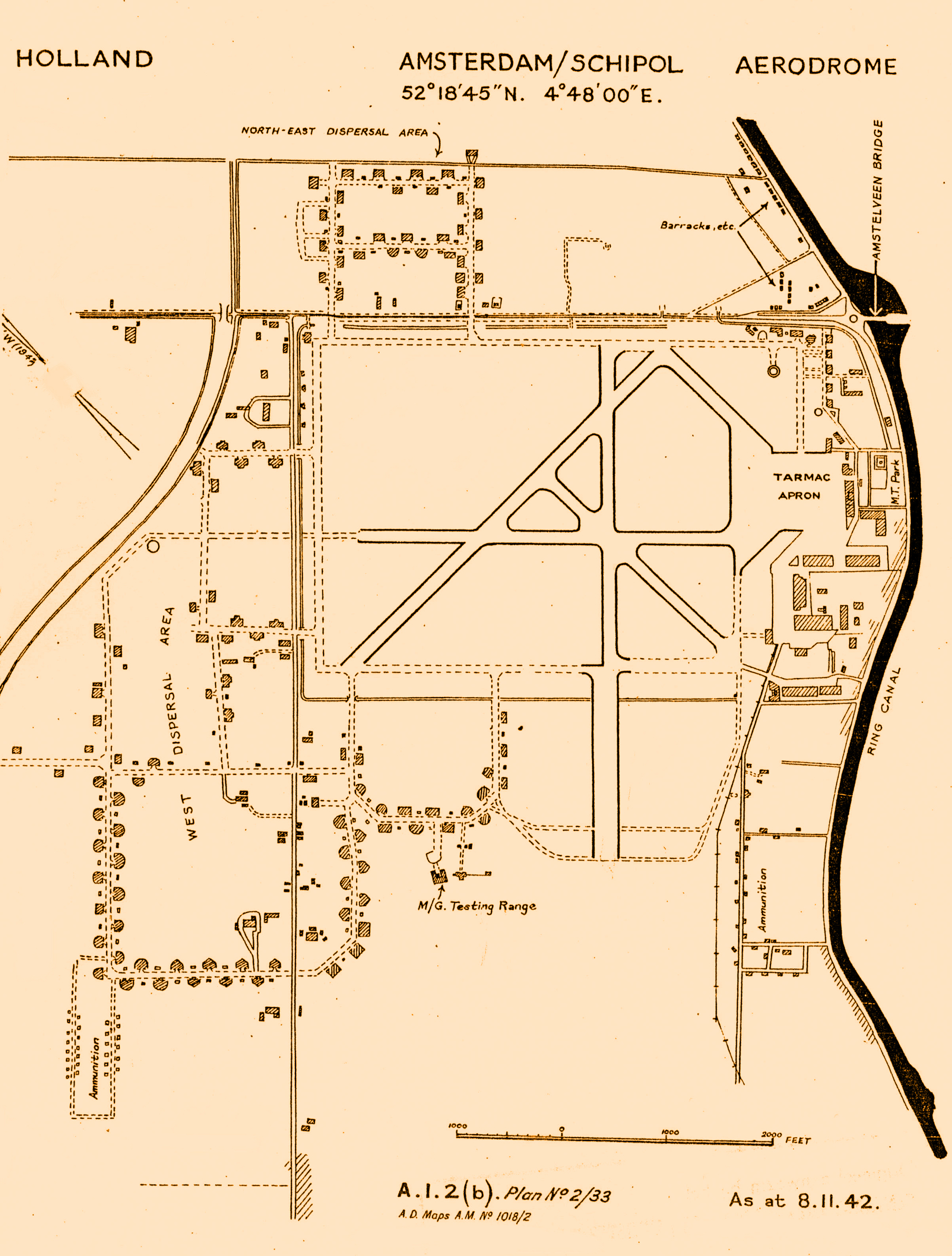
Een Britse kaart van Schiphol uit 1942.

In april 1916 werd door de minister van Oorlog, Nicolaas Bosboom, goedkeuring verleend voor de aankoop van grond in de buurt van het Fort Schiphol om daar een militair vliegveld in te richten, vliegkamp Schiphol. In augustus van dat jaar was het terrein van 16,5 hectare geschikt gemaakt om als vliegveld te dienen en waren er vier houten loodsen geplaatst. Op 19 september landden drie vliegtuigen van de Luchtvaartafdeeling der Koninklijke Landmacht op Schiphol, waarmee het vliegterrein in gebruik werd genomen. Het veld bleek al gauw te klein en gedurende de Eerste Wereldoorlog werden aanliggende percelen gevorderd. Aan het einde van de oorlog was de oppervlakte van Schiphol toegenomen tot 76 hectare.

### Burgerluchtvaart
Toen de Eerste Wereldoorlog voorbij was, ging men al gauw post, vracht en zelfs passagiers vervoeren met afgedankte en enigszins verbouwde oorlogsvliegtuigen. Nederland wilde hier ook aan meedoen, en vooral door toedoen van luitenant-vlieger Albert Plesman werd in oktober 1919 de Koninklijke Luchtvaart Maatschappij voor Nederland en Koloniën N.V. (later KLM) opgericht. Op 17 mei 1920 opende de KLM haar eerste lijndienst: de luchtlijn Amsterdam – Londen. Schiphol deed dienst als landingsplaats voor Amsterdam. Dat jaar waren er 440 passagiers.
In 1921 werd de accommodatie voor passagiers op Schiphol verbeterd, doordat men de beschikking kreeg over een volledige loods. Er kwamen meer lijndiensten en er kwamen grotere en zwaardere vliegtuigen. Dit leidde af en toe tot problemen, doordat het terrein onvoldoende gedraineerd was, waardoor vliegtuigen vaak uit de modder moesten worden getrokken.
Als militair vliegveld verloor Schiphol aan betekenis, maar voor de burgerluchtvaart werd het vliegveld steeds belangrijker. Op 1 april 1926 werd Schiphol gekocht door de gemeente Amsterdam. De gemeente ging meteen aan de slag: de drainage van het veld en de toegangswegen werden verbeterd. Er werd een betonnen platform aangelegd van 50 bij 100 meter, en op het inmiddels tot 30 hectare gegroeide bebouwde gedeelte werden een stationsgebouw en een verkeerstoren gebouwd.
Het stationsgebouw werd geopend in 1928, op tijd voor de Olympische Spelen van datzelfde jaar in Amsterdam, en in mei 1940 door een bombardement verwoest. Een replica van dit gebouw staat sinds 2005 op Aviodrome te Lelystad.
In 1935 werd het landingsterrein vergroot tot driemaal de bestaande oppervlakte en in het nu 180 hectare grote terrein werden 200 kilometer drainagebuizen verwerkt. Er kwam een nachtlandingsinstallatie en er kwamen vier asfaltbetonnen start- en landingsbanen.
Nadat enkele vliegtuigen in de buurt van Schiphol noodlandingen gemaakt hadden of verongelukt waren, werden in het in aanleg zijnde Amsterdamse Bos (Boschplan) in 1938-40 twee noodlandingsterreinen aangelegd. Het noordelijke is het terrein waar in 1988 de Geitenboerderij Ridammerhoeve  geopend werd. Het zuidelijke terrein is het zogeheten Land van Bosse, in 2011 in gebruik genomen als festivalterrein.
- Bioscoopjournaal uit juni 1923. Uitstapje naar vliegterrein Schiphol. van de Vereniging "Nederland in den Vreemde". Bij het uitstapje hoorde o.a. een rondleiding door KLM-directeur Plesman.

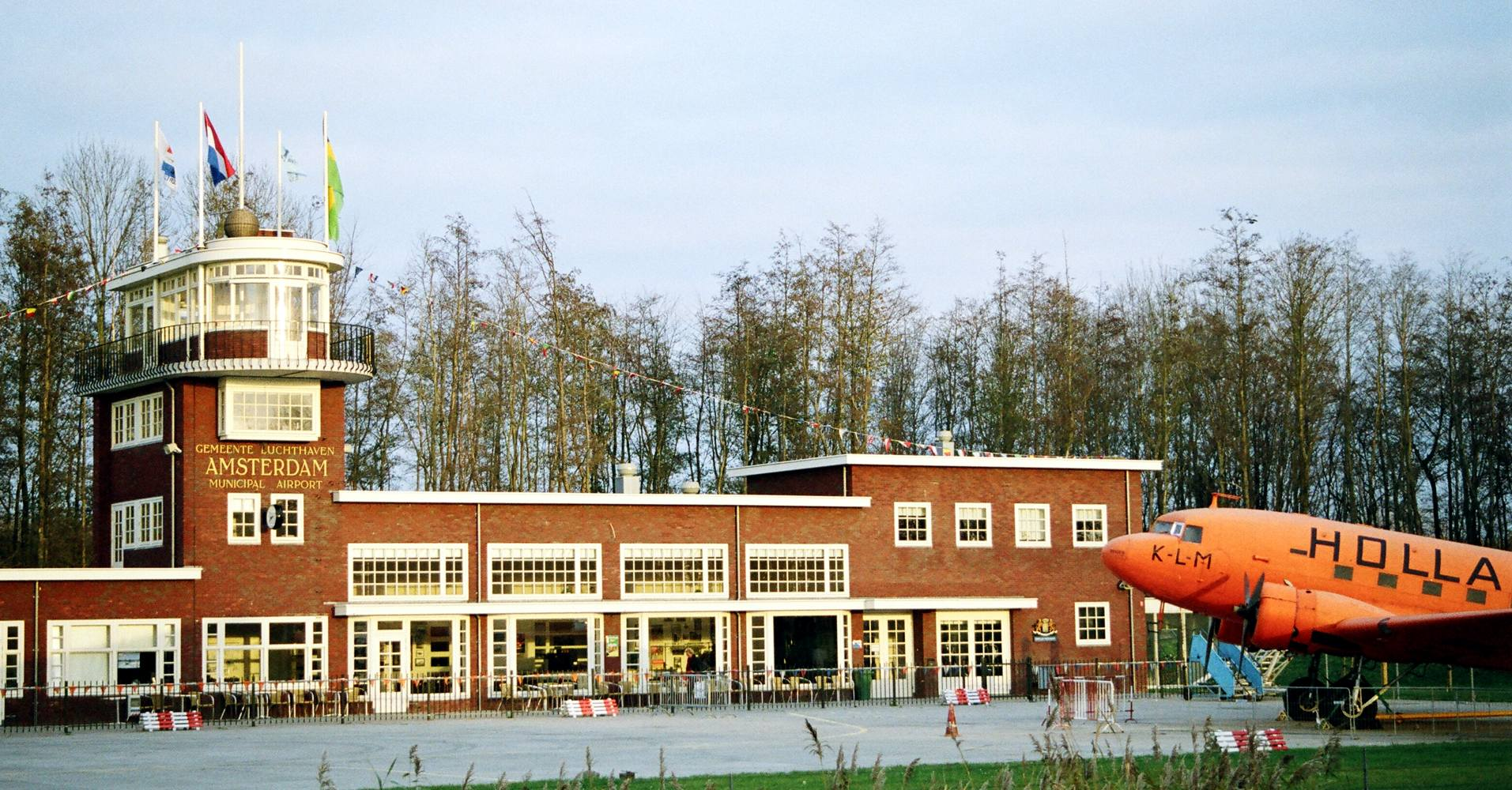
Replica van het eerste stationsgebouw van Schiphol uit 1928 op Aviodrome te Lelystad
- Bioscoopjournaal uit 1929: kinderen in Volendamse klederdracht bezichtigen Schiphol en maken een vliegtochtje met een Fokker-vliegtuig
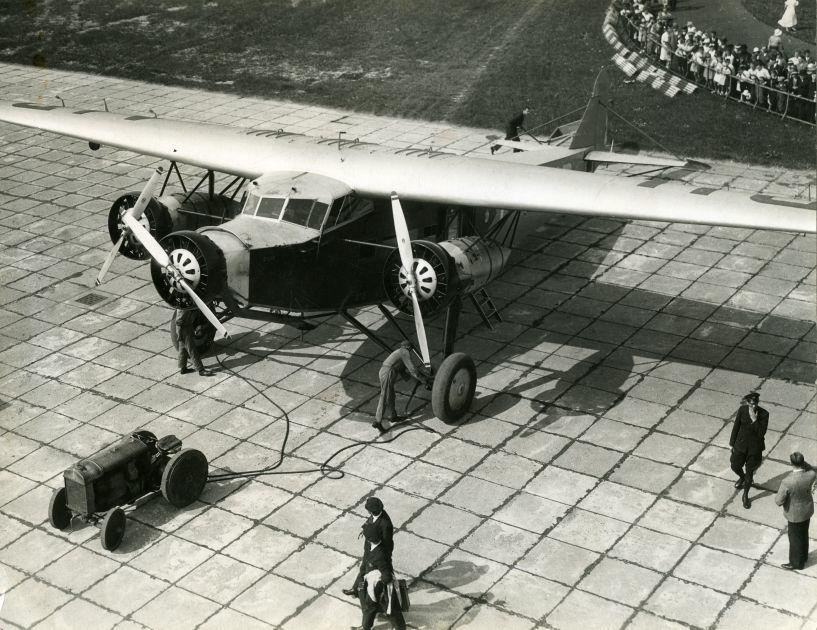
Een pas op Schiphol aangekomen passagiersvliegtuig van de KLM, "De Duif", wordt weggesleept op 11 oktober 1933

### Tweede Wereldoorlog
Tijdens de meidagen van 1940 werd Schiphol door de Duitse Luftwaffe gebombardeerd. Voor het personeel, dat meteen werkloos was, werden voortgezette opleidingen begonnen, deels in Den Haag. Het doel was tweeledig: het personeel bij elkaar houden en na de oorlog meteen weer paraat zijn. Dit initiatief werd gestopt toen in 1941 duidelijk werd dat de oorlog niet snel voorbij zou zijn. Personeelsleden werden ingezet bij Rijkswaterstaat, de PTT, de Rijksverkeerspolitie en dergelijke.
Duitse troepen bezetten de luchthaven en breidden het startbanenpatroon verder uit. Het vliegveld werd uitgebreid tot Fliegerhorst, oftewel hoofdvliegveld. Bovendien kreeg het als zogenaamd Leithorst de leiding over de militaire luchtvaart in de noordelijke Nederlanden. Schiphol kreeg drie schijnvliegvelden ter misleiding van geallieerde aanvallers: in Bennebroek, Vijfhuizen en Vogelenzang. De uitbreidingen van het vliegveld werden zonder aarzelingen uitgevoerd door diverse grote Nederlandse aannemers. Het vliegveld werd gebruikt door zowel jagers, verkenners, bommenwerpers als incidenteel nachtjagers. Op het hoogtepunt van de luchtoorlog in 1943 waren dat ruim 70 militaire vliegtuigen.
De FlaK werd al eind mei 1940 gestationeerd. Vanwege de leidende positie van Schiphol werden rondom het vliegveld relatief grote aantallen luchtafweergeschut opgesteld: begin 1942 twaalf stuks van 8,8 cm en twintig van 2 cm. Schiphol werd zo het zwaarst verdedigde Duitse vliegveld van Europa.
Ook legden de Duitsers in 1941 een zijlijntje aan naar het vliegveld vanaf de Spoorlijn Aalsmeer - Haarlem, onderdeel van de Haarlemmermeerspoorlijnen. Dit werd in 1945 weer opgebroken.
Op 14 mei 1941 arresteerden de Duitsers op Schiphol een groep mensen die een navigatie-examen aan het afleggen waren. Onder de arrestanten bevond zich ook Albert Plesman. Op 27 mei werden de meesten weer vrij gelaten. Radiotelegrafist Aad de Roode ging, nadat hij Henk Deinum en Marinus Vader had ontmoet, in het verzet.
Schiphol werd in de loop van de oorlog verscheidene malen door de geallieerden gebombardeerd. Een van de zwaarste bombardementen was dat van 13 december 1943, waarbij de United States Army Air Forces 200 Martin Marauder bommenwerpers in vier groepen inzette. Daarna was de rol van Schiphol voor de Duitsers feitelijk uitgespeeld en werd het vliegveld alleen nog als uitwijkgelegenheid gebruikt. Op 17 september 1944, de dag van de start van Operatie Market Garden, bliezen de Duitsers de belangrijkste onderdelen van het vliegveld zelf verder op.
Toen zij zich in mei 1945 uit Nederland terugtrokken, lieten ze een onbruikbaar vliegveld achter. Van 2 tot 7 mei 1945 werd het vliegveld als afwerpplaats voor voedsel gebruikt tijdens Operatie Chowhound. Dankzij herstelwerk kon er al op 8 juli 1945 een Douglas DC-3 op Schiphol landen. Een paar maanden later was Schiphol weer grotendeels in bedrijf. Het zou wel nog tot in 1949 duren voordat er weer een stationsgebouw was.

### Wederopbouw en bloei

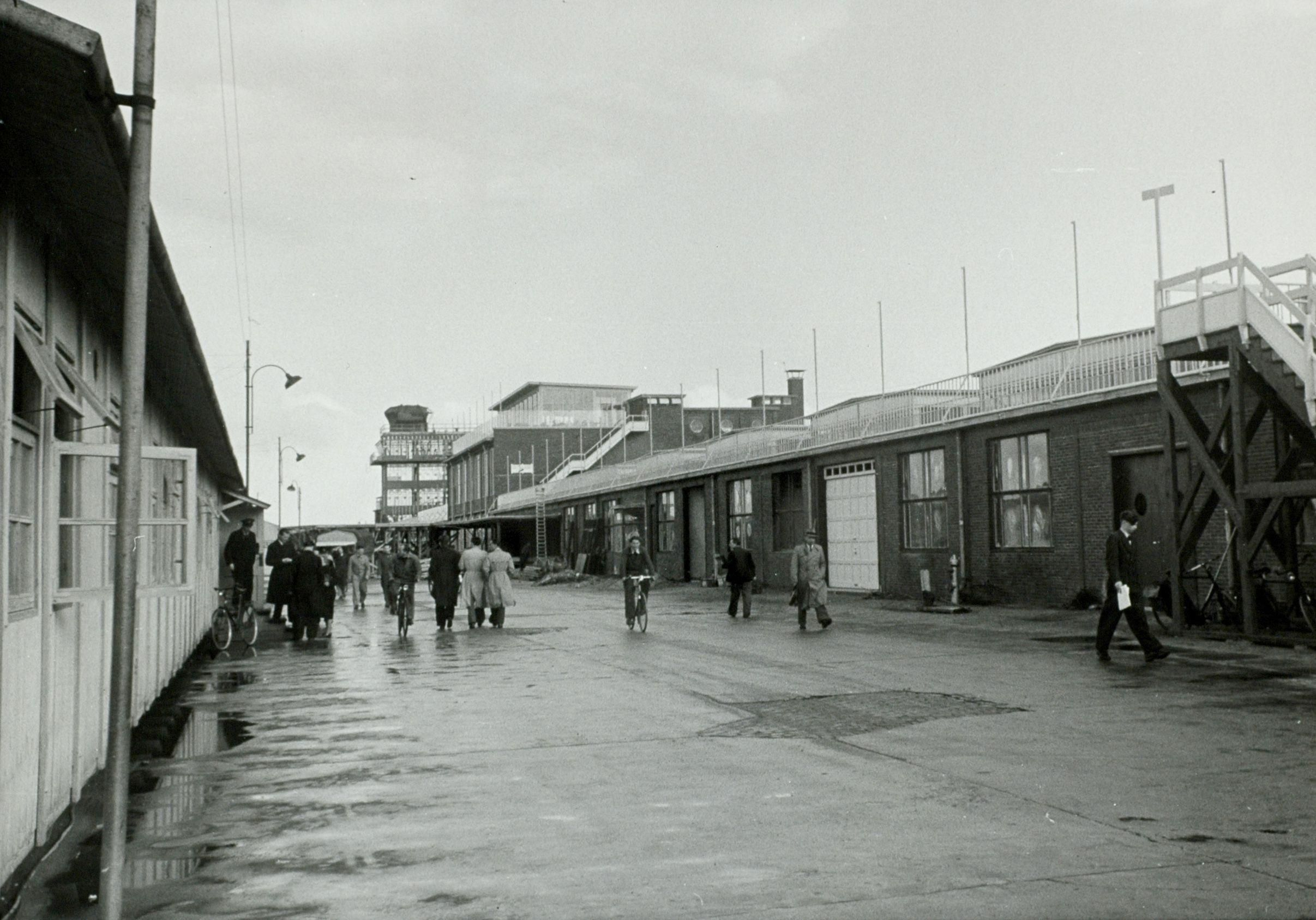
Het nieuwe stationsgebouw in 1948 (rechts); links noodgebouwen

De activiteit op Schiphol nam in de wederopbouwperiode zo snel toe dat Schiphol te kampen kreeg met ruimtegebrek. De luchthaven breidde uit naar het zuiden.
Toen Schiphol weer volop functioneerde werd er achter de schermen een strijd gevoerd: Rotterdam wilde graag een eigen luchthaven. Plesman kwam met een plan voor een centrale luchthaven voor West-Nederland in het zuiden van de Haarlemmermeerpolder bij Burgerveen, maar Amsterdam was daar fel op tegen. Havenmeester Jan Dellaert presenteerde in die tijd zijn plan voor een tangentieel Schiphol met een centraal gelegen stationsgebouw, aan de andere kant van de Haarlemmermeer, ter hoogte van de Rijksweg Amsterdam – Den Haag (A4).
In 1949 werd door de regering het besluit genomen dat Schiphol de belangrijkste luchthaven van Nederland zou blijven. De toekomst van Schiphol was hiermee verzekerd. In datzelfde jaar werd het tangentiële systeem door de gemeenteraad van Amsterdam goedgekeurd. Dit vormde de grondslag voor het stedenbouwkundig plan voor Schiphol dat tien jaar later door de minister van Verkeer en Waterstaat werd goedgekeurd. Weer twee jaar later, in 1961, werd aan de directie van Schiphol het nieuwe ontwerp aangeboden door Ontwerpbureau Stationsgebouw Schiphol. Hieraan namen Marius Duintjer, Architecten en ingenieursbureau F.C. de Weger en de NACO (Nederlands ontwerpbureau voor Luchthavens) deel. Later werd ook de binnenhuisarchitect Kho Liang Ie bij het werk betrokken.

### Schiphol-Centrum en -Oost

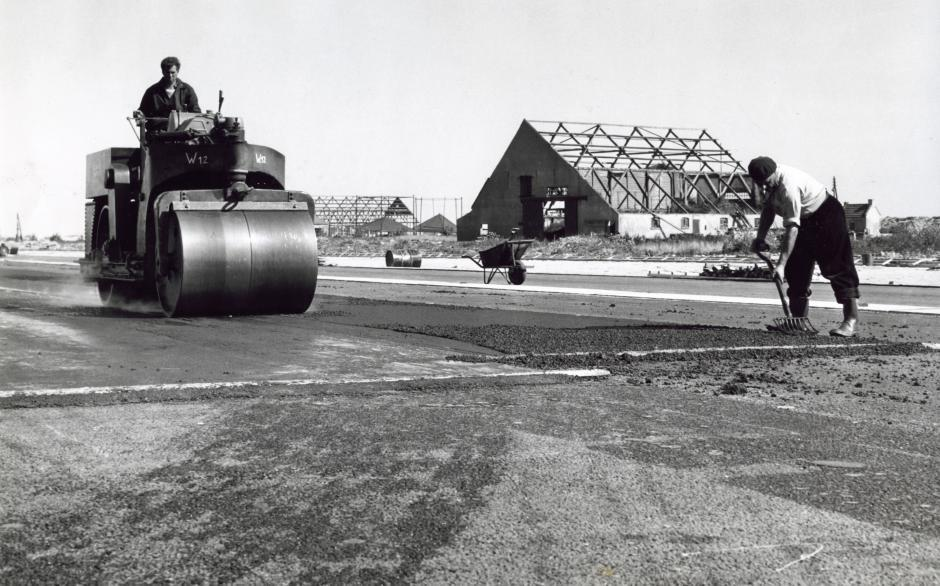
Het dorp Rijk maakt plaats voor de uitbreiding van het vliegveld.

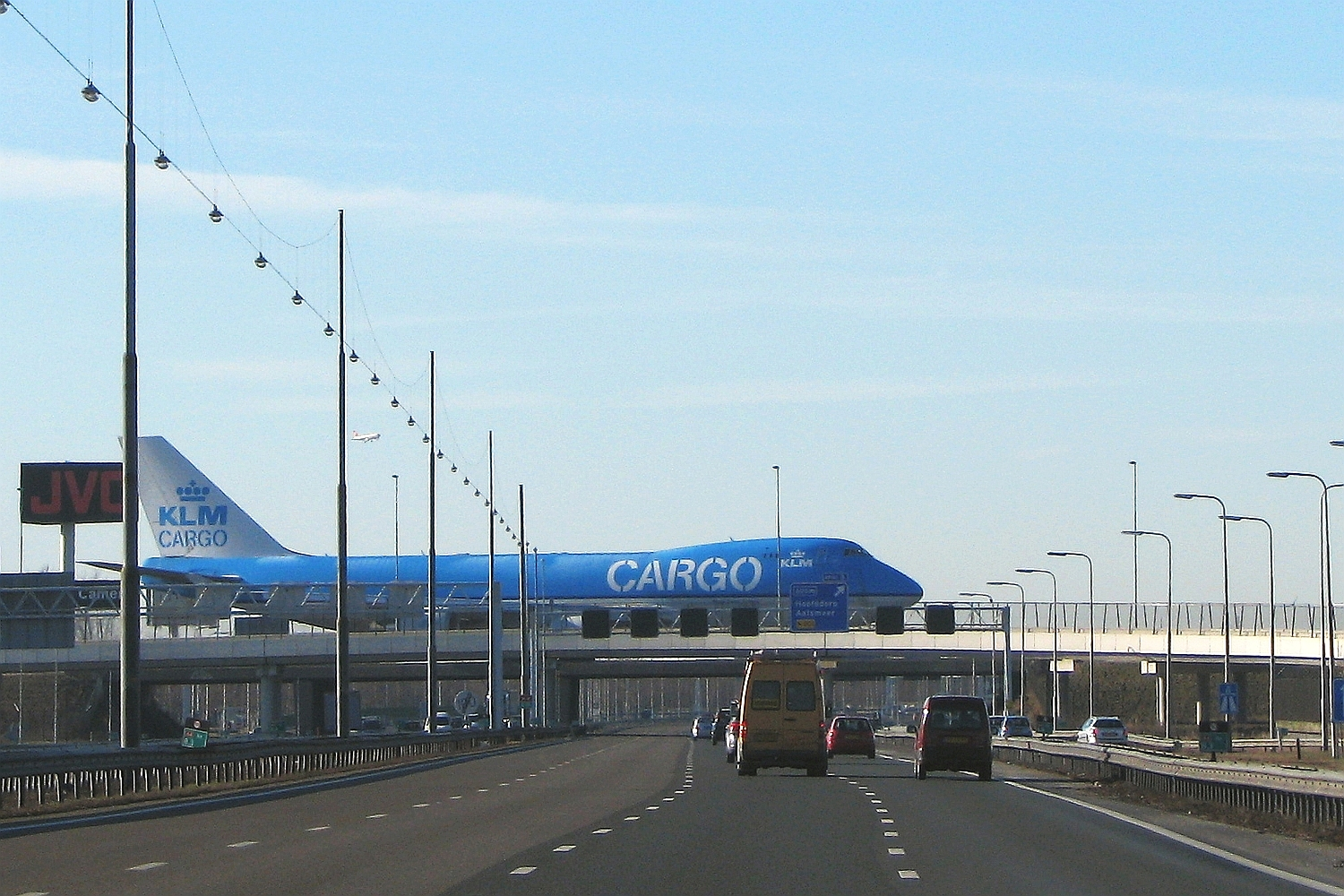
Boeing 747 op de taxibaan over de A4 (E19).

In 1963 werd officieel begonnen met de bouw van het stationsgebouw, dat in 1967 feestelijk geopend werd. Het gebouw lag ten westen van de oude luchthaven, die Schiphol-Oost ging heten, en had oorspronkelijk drie pieren, die van bovenaf gezien met de wijzers van de klok mee waren genummerd. Het stationsgebouw vormde het latere Schiphol-Centrum. Vrijwel alle passagiersvluchten meerden aan bij een vliegtuigslurf, in die tijd een nieuwigheid. De A4 werd in westelijke richting omgebogen.
De bouw van het "Nieuwe Schiphol" viel ongeveer samen met de overgang naar de straalvliegtuigen, die veel meer lawaai produceerden dan de propellervliegtuigen. Verder was Amsterdam in die tijd de nieuwe wijk Buitenveldert aan het bouwen. De directie van Schiphol dacht dat het met de geluidshinder wel mee zou vallen, maar de door de regering ingestelde commissie-Kosten waarschuwde voor grote problemen. De bepleite maatregelen werden echter te duur bevonden.
Niet alleen Amsterdam en Amstelveen, maar ook de Haarlemmermeer en vooral Zwanenburg werden getroffen. Premier De Jong opperde een vijfde baan, om de Zwanenburgbaan te ontlasten. Deze Polderbaan kwam er pas dertig jaar later, en bleek weinig soelaas te bieden.
Rond 1977 was een duidelijke groei op Schiphol-Centrum waarneembaar. Ten zuiden van het stationsgebouw bevonden zich de eerste kantoren en vrachtgebouwen. Het stationsgebouw was al in 1975 verdubbeld, waarmee ook de capaciteit van het geheel verdubbeld was. Ook was er aan de noordkant van het stationsgebouw een vierde pier speciaal voor Jumbojets gebouwd, de D-pier. Hierbij werd de volgorde van de overige pieren omgedraaid: die ging nu van A tot D tegen de klok in. In 1970 had de toenmalige C-pier al een nieuwe kop gekregen om het plaatsen van Jumbojets mogelijk te maken.
De volgende twee decennia groeide Schiphol verder. Het oude Schiphol, nu Schiphol-Oost, werd een vrachtgebied.
Bij de bouw van extra pieren werd de volgorde van de letters weer gewijzigd: A werd (weer) C, B werd D, C werd E, en D werd F. De nieuwe D-pier (de vroegere B-pier) werd verlengd en kreeg een extra verdieping, waardoor deze een zogenoemde wisselpier werd. Doordat deze pier meerdere verdiepingen bezit, kunnen er zowel vluchten naar Schengen- als niet-Schengenlanden vertrekken (zonder dat het vliegtuig eerst naar een andere gate verplaatst moet worden). Na die werken was er geen A-pier meer, maar werd zuidwestelijk van de C-pier een nieuwe B-pier gebouwd.
Op 21 december 1978 werd het NS-station Schiphol geopend voor het treinverkeer naar Amsterdam-Zuid, vanaf 31 mei 1981 gingen de treinen over de Schiphollijn ook naar Leiden rijden. Hierdoor ontstond er bovendien een kortere spoorverbinding tussen Amsterdam en Leiden; voorheen reden de treinen (alleen) vanuit Amsterdam Centraal, via Haarlem.

### Mainport Schiphol

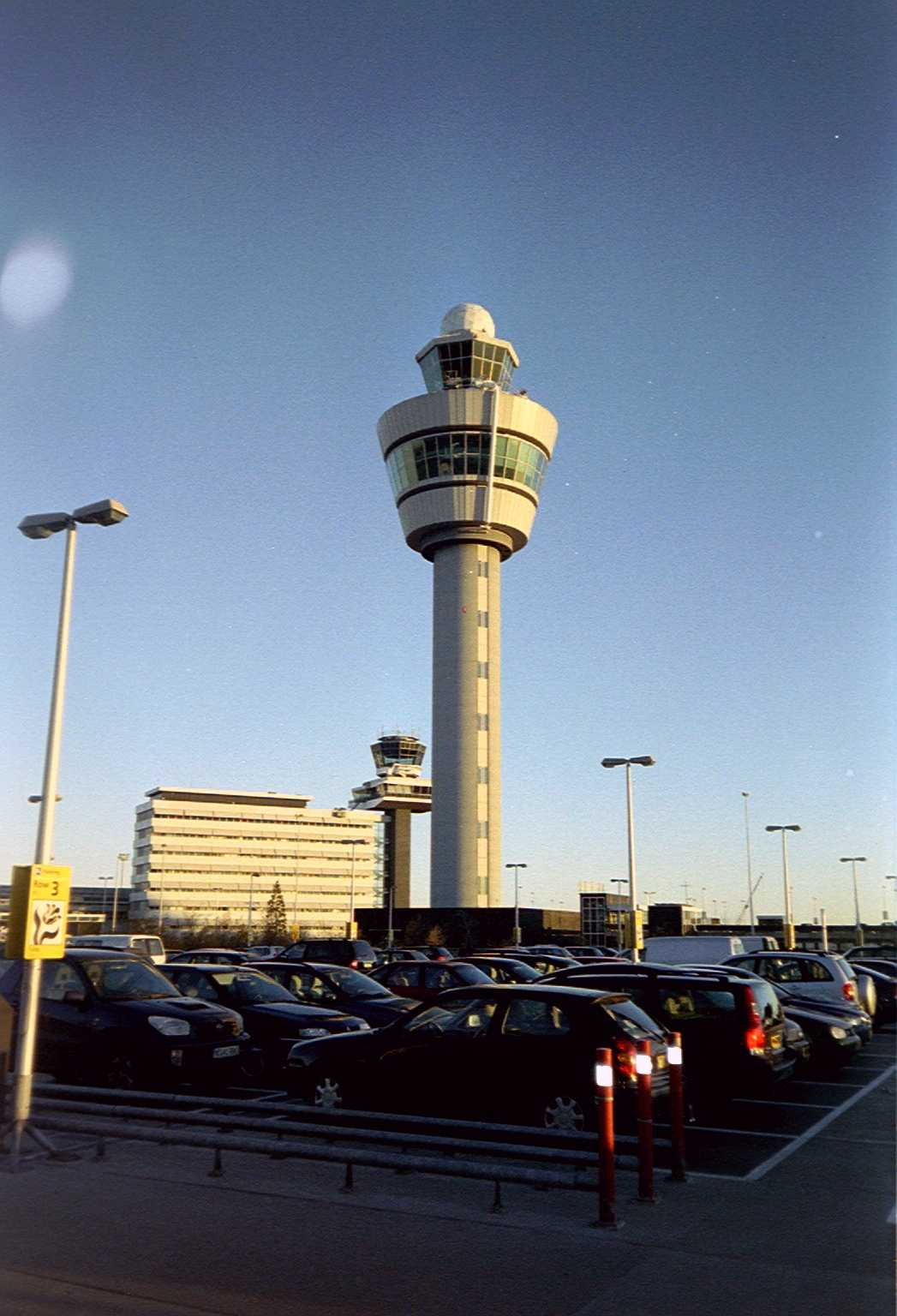
Nieuwe en oude verkeerstoren

In 1989 presenteerde de luchthaven het Masterplan Schiphol 2003, waarbinnen Schiphol zou fungeren als mainport voor Europa en het aantal vliegbewegingen drastisch omhoog zou gaan in de vijftien daarop volgende jaren. Een mainport heeft enerzijds een regionale centrumfunctie en vormt anderzijds de toegangspoort voor een groter achterland (in dit geval West-Europa). Rondom een mainport ontwikkelt zich vaak een regio met een sterke economische activiteit. Anderzijds dragen de meeste passagiers niet bij aan de Nederlandse economie, omdat ze overstappen en zijn de nationale kosten van de (soms indirecte) subsidie en belastingvoordelen voor infrastructuur en brandstof hoog, terwijl de bijdrage aan de werkgelegenheid maar relatief is, zeker tijdens hoogconjunctuur. De schade aan de gezondheid voor de omwonenden door geluidhinder, fijnstof en CO2 voor de atmosfeer is aanzienlijk. Volgens de Raad voor de leefomgeving en infrastructuur wordt de bijdrage aan de economie van Schiphol en de haven van Rotterdam overschat en is het niet verstandig daar bij voorkeur te investeren en personen- en goederenstromen te vergroten. De indirecte toegevoegde waarde van Schiphol aan de Nederlandse economie was in 2015 rond de negen miljard euro, inclusief productie door buitenlandse bedrijven. Dat is 1,4 procent van het bruto binnenlands product.
Architectenbureau BenthemCrouwel werd in 1988 aangesteld als hoofdarchitect voor Schiphol om in de grootschalige uitbreiding te voorzien. Dit resulteerde in de jaren negentig tot een nieuwe verdubbeling van het stationsgebouw met de aanbouw van Terminal 3. Het lounge-gebied in Terminal 2 werd uitgebreid, en er kwam een uitgebreid treinstation, midden onder Schiphol. Het treinstation werd uitgebreid van 3 naar 6 sporen en er werd, parallel aan de bestaande, een nieuwe spoortunnel aangelegd met eveneens 2 sporen. Deze tunnel kwam gereed in 2000. Op Schiphol-Centrum werden kantoren en hotels gehuisvest. Het centrale gebied breidde uit richting het zuidwesten.
Het grondgebruik tussen de terminals en het Aviodome-museum werd hiermee geïntensiveerd. In 2003 verhuisde het museum naar Luchthaven Lelystad en ging daar verder als Aviodrome (met een "r"). De koepel waarin het museum gehuisvest was werd in 2004 gedemonteerd en opgeslagen. In 2018 werd de koepel weer in elkaar gezet op een nieuwe locatie aan de Basisweg, bij de Seineweg in Amsterdam-Westpoort. Het gebouw biedt sinds 2018 onder de naam Amsterdome onderdak aan een congrescentrum.
Een nieuwe verkeerstoren was noodzakelijk, omdat de verkeersleiders het zicht op een deel van de taxiënde vliegtuigen verloren door de nieuwe stationsgebouwen. In 1991 was de nieuwe toren klaar; met een hoogte van 101 meter was het op dat moment de hoogste ter wereld (inmiddels zijn er in het buitenland al hogere verkeerstorens verrezen). De basis van de toren ligt op 5 meter onder NAP. Sinds 1998 heeft de Luchtverkeersleiding Nederland haar hoofdkantoor op Schiphol-Oost.
Voor lowbudget-maatschappijen werd op 1 november 2005 de H-pier geopend, ondanks verzet van onder andere Milieudefensie. Om de kosten te beperken heeft deze pier geen winkels en weinig horeca en toiletten. Ook ontbreken er overdekte loopbruggen, omdat het aan- en afkoppelen relatief veel tijd kost. Met de opening van deze pier, die een overblijfsel is van het Schiphol-masterplan uit 2000, wordt de D-pier ontlast. Van de prijsvechters die Schiphol aandoen, gebruiken met name easyJet, Jet2.com en Flybe de H-pier. Deze maatschappijen betalen echter evenveel havengeld als die voor andere pieren. De pier kan maximaal zeven vliegtuigen tegelijk bedienen.

## Toekomstige uitbreidingen
Schiphol wil zich ontwikkelen in capaciteit naar 70-80 miljoen passagiers en tussen de 600.000 en 650.000 vluchten per jaar. Om de concurrentie aan te kunnen gaan met Frankfurt en Londen Heathrow zou een zevende baan, parallel aan de Kaagbaan, noodzakelijk zijn. Om dit te realiseren zou er een nieuwe terminal komen aan de noordwestzijde van Schiphol Centrum. Dit plan werd echter in 2009 terzijde geschoven. Hiervoor in de plaats is er in 2010 begonnen aan de realisatie van een nieuw Masterplan 2020-2025. Dit plan behelst uitbreiding van de pieren ten zuiden van de huidige B-pier, en de aanleg van een nieuwe vertrek- en aankomsthal in dit gebied. Schiphol wil zich concentreren op de hub-functie voor KLM en de SkyTeam luchtvaartmaatschappijen, maar daarnaast ook (sterk) blijven groeien in het low-costairlinesegment.
Op de langere termijn worden mogelijk een aantal chartervluchten (point-to-point leisure vervoer) verplaatst naar de regionale luchthavens Lelystad en Eindhoven.

### Bouw van nieuwe A-pier en terminal
Op 15 maart 2016 bevestigde Schiphol dat het definitief goedkeuring had gekregen van de aandeelhouders voor de bouw van een nieuwe terminal en pier aan de zuidkant van de luchthaven.
De nieuwe pier wordt flexibel ingericht en biedt initieel ruimte voor acht vliegtuigopstelplaatsen (later mogelijk uitgebreid naar tien). Aanvankelijk was oplevering gepland voor eind 2019, maar inmiddels is de bouw vertraagd. De aanbesteding voor de nieuwe A-terminal is in 2020 gestart en de bouw zal niet eerder voltooid zijn dan 2025. 
De nieuwe terminal werd ontworpen door KAAN Architecten. Het ontwerp voor de nieuwe A-terminal werd gekozen uit vijf inzendingen die voor de uitgeschreven ontwerpwedstrijd werden ingediend voor de nieuwe terminal. Aan deze wedstrijd deed ook OMA, het architectenbureau van Rem Koolhaas, mee met een bijzonder ontwerp, dat niet werd gekozen.

### Verplaatsen naar zee
Al decennia wordt er naar de mogelijkheid gekeken om de luchthaven Schiphol te verplaatsen naar een locatie voor de kust in de Noordzee. De verplaatsing was anno 2019 niet aan de orde, maar wordt door velen als kansrijk gezien in de vermindering van overlast voor de 1,5 miljoen omwonenden die nabij Schiphol of onder een van de aanvliegroutes wonen.

### Overige
Daarnaast worden ook landzijdige voorzieningen als Schiphol Plaza, het bus- en treinstation en de parkeervoorzieningen uitgebreid en vernieuwd.
In april 2017 werd een tijdelijke vertrekhal geopend. Deze wordt gebruikt om de bestaande voorzieningen tijdens de verbouwingen en uitbreidingen te ontlasten en is vooral bedoeld voor reizigers binnen de Schengenzone. De hal bevat 22 incheckbalies, zes veiligheidscontroles en een corridor naar vertrekhal 1.

## Geannuleerde plannen

### Tweede Kaagbaan
De Tweede Kaagbaan was een voorgestelde start- en landingsbaan parallel aan de Kaagbaan, waarvoor Schiphol in 2009 grond gereserveerd had. Concrete bouwplannen zijn er niet geweest. In 2016 gaf het kabinet aan deze grondreservering aan te willen houden om "de mogelijkheid voor een toekomstige parallelle Kaagbaan en een tweede terminalareaal in Schiphol-Noordwest open te laten".
In 2023 is de reservering voor de Tweede Kaagbaan geschrapt door de regering, waardoor het dorp Rijsenhout uitbreidingsmogelijkheden terug krijgt.

## Passagiersaantallen en aantal vliegtuigbewegingen
Vanwege een beveiligingsprobleem met de MediaWiki Graph-software is het momenteel niet mogelijk deze grafiek weer te geven. Zodra de software is bijgewerkt zal de grafiek vanzelf weer zichtbaar worden.
Passagiersaantallen door de jaren heen (totaal aantal aankomende, vertrekkende en overstappende passagiers per jaar):
Op Schiphol startte en landde het volgende aantal vliegtuigen:

### Drukte op Schiphol, mei 2022 en later
In mei 2022 en later ontstond er grote drukte op Schiphol, toe te schrijven aan personeelstekorten bij veiligheidsmedewerkers en bagageafhandelingsmedewerkers. In de zomer van dat jaar stonden duizenden verweesde koffers op de luchthaven. Wachttijden bij de veiligheidscontrole liepen sterk op; Schiphol verzocht luchtvaartmaatschappijen vluchten te annuleren. Hierover werden Kamervragen gesteld. Later (onder meer in september) was wederom sprake van lange wachttijden en annulering van vluchten. Schiphol-directeur Benschop stelde op 15 september 2022 zijn functie ter beschikking.

## Inrichting

### Vertrekhallen en pieren

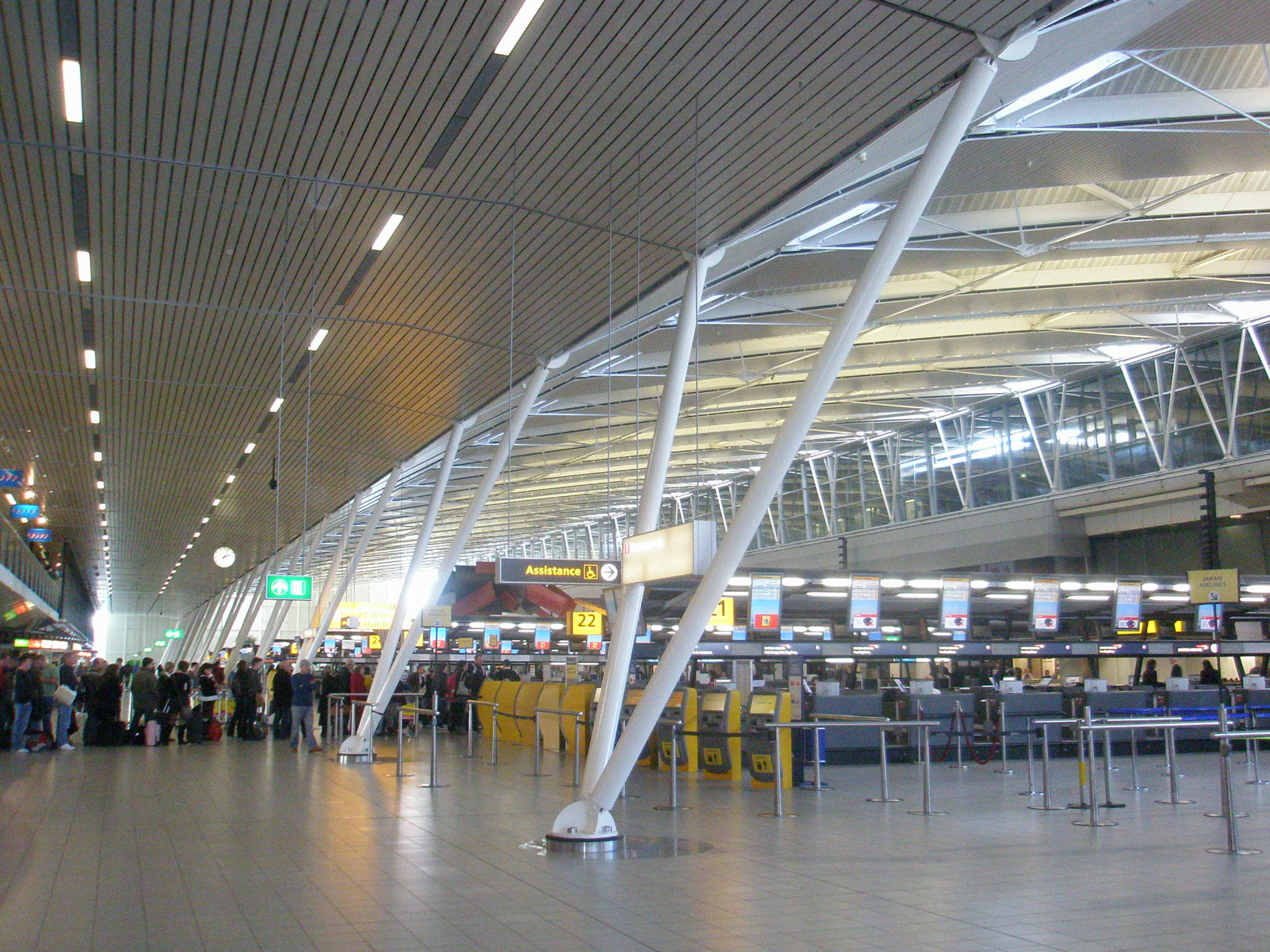
Vertrekhal 3

Schiphol heeft een één terminal-concept, waarbij alle faciliteiten onder één dak worden geplaatst. De faciliteiten worden in drie secties verdeeld: vertrekhal 1, 2 en 3. Inchecken voor de meeste niet-Schengenvluchten kan in vertrekhal 3. KLM- en SkyTeamvluchten worden voornamelijk ingecheckt in vertrekhal 2, Transavia-vluchten in vertrekhal 1. Inchecken voor sommige lagekostenluchtvaartmaatschappijen, die vanaf de pieren H en M vertrekken, kan achterin in hal 3 rond balie 30. Alle vertrekhallen zijn verbonden met de pieren. Het is mogelijk om van de ene pier naar een andere pier te lopen, zelfs als ze met een andere vertrekhal verbonden zijn. De uitzondering is pier M. Als men op deze pier langs de securitycontrole is, kan men niet meer naar de andere pieren of delen van de terminal. De verbinding tussen het niet-Schengengebied en het Schengengebied loopt langs de paspoortcontrole.
De pieren B, C, D (2e verdieping, gates D59 en hoger) en M worden gebruikt voor vluchten naar de Schengenlanden. Pieren D (1e verdieping, gates D1-D57), E, F, G en H worden gebruikt voor vluchten naar niet-Schengenlanden. Gates H en M zijn "lagekostengates", die samen dezelfde pier (H/M) vormen, die uit een niet-Schengendeel (H) en een Schengendeel (M) bestaat.

### Banen

Overzicht van de startbanen

Schiphol beschikt over zes banen die in principe zowel voor starten als landen gebruikt kunnen worden:
- De Oostbaan (04-22) van 1945, ook wel Fokkerbaan of Oostbaantje genoemd, ligt ten oosten van de Aalsmeerbaan en ten zuidoosten van de Buitenveldertbaan. De Oostbaan ligt op de plaats van het "oude Schiphol" (tegenwoordig Schiphol-Oost genoemd). Het is een relatief korte, en oorspronkelijk licht gefundeerde, baan van 45 meter breed en 2.014 meter lang, die loopt van het noordoosten naar het zuidwesten. Dit is de meest bekritiseerde baan van Schiphol. De aanvliegroute van baan 22  en de vertrekroute van baan 04, loopt over dichtbevolkt Unesco Werelderfgoed-gebied, in een rechte lijn over Amsterdam Centraal Station, de westelijke grachtengordel, Paleis op de Dam en Vondelpark, op een geringe hoogte van 300-600 meter. Volgens afspraak mag de Oostbaan alleen bij uitzonderlijke weersomstandigheden (krachtige tot stormachtige wind uit het zuidwesten) gebruikt worden. De overlast voor de inwoners van Amsterdam, gedocumenteerd door het Bewoners Aanspreekpunt Schiphol (BAS), vertoont een sterke groei. Sinds 2015 wordt de baan steeds meer ingezet om reden van logistieke bedrijfsvoering, om piekbelastingen bij de reguliere banen op te vangen. Om dit mogelijk te maken werd de voor grote toestellen te lichte fundering omstreeks 2015 verzwaard. De lagere grondsnelheid bij sterke tegenwind zorgt ervoor dat er minder afstand nodig is om tot stilstand te komen, waardoor de geringe baanlengte geen belemmering is voor de grootste toestellen.
- De Aalsmeerbaan (18L-36R), aanvankelijk uit 1950, verlengd in 1961, ligt ten oosten van de Kaagbaan en ten zuiden van de Buitenveldertbaan, parallel aan de Zwanenburgbaan. De Aalsmeerbaan is 45 meter breed en 3.400 meter lang. Dit is een secundaire baan, net als de Buitenveldertbaan. Hij is genoemd naar Aalsmeer omdat de aanvlieg- en vertrekroutes over deze plaats voeren. De baan kan beperkt gebruikt worden: door landend verkeer in noordelijke richting en startend verkeer in zuidelijke richting. De baan mag niet gebruikt worden tussen 23.00 en 06.00 uur vanwege geluidsoverlast in Aalsmeer.
- De Kaagbaan (06-24) uit 1960 ligt ten zuiden van de Zwanenburgbaan en de Buitenveldertbaan, en ten westen van de Aalsmeerbaan. De Kaagbaan loopt van zuidwest naar noordoost. Hij is 45 meter breed en 3.490 meter lang. Op de Polderbaan na is dit de langste baan van Schiphol. De baan is genoemd naar het dorp Kaag en de Kagerplassen, omdat de vliegroute over dit gebied voert. Deze baan wordt voornamelijk gebruikt voor starts in zuidwestelijke richting, of landing in noordoostelijke richting. In uitzonderingsgevallen (onder andere bij omstandigheden met zeer sterke zuidwestelijke wind) wordt hij ook als landingsbaan in zuidwestelijke richting gebruikt.
- De Buitenveldertbaan (09-27) uit 1967, aanvankelijk beter bekend als de Bulderbaan, is een van de startbanen die werden aangelegd aan het einde van de jaren zestig. De baan is een secundaire baan, ligt ten oosten van de Zwanenburgbaan en is genoemd naar de Amsterdamse wijk Buitenveldert omdat de aanvliegroute over deze wijk voert. De Buitenveldertbaan is 45 meter breed en 3.450 meter lang. Hij kruist de A4 zodat voor het wegverkeer een tunnel moest worden gebouwd, de Schipholtunnel, en kruist ook de Aalsmeerbaan. De Buitenveldertbaan kan beperkt gebruikt worden: door landend verkeer in westelijke richting en startend verkeer in oostelijke richting (Amsterdam Buitenveldert). In geval van harde wind uit het oosten wordt de baan ook gebruikt om in oostelijke richting te landen. Hiervoor werd in mei 2018[bron?] een PAPI-installatie aangebracht als extra hulpmiddel voor piloten.[48] Deze situatie doet zich maar enkele keren per jaar voor.
- De Zwanenburgbaan (18C-36C) uit 1968, ook wel vierde baan genoemd, is genoemd naar het dorp Zwanenburg. Hij ligt ten oosten van en parallel aan de Polderbaan en de A5. De baan is 3.300 meter lang en is hiermee op de Oostbaan na de kortste baan van Schiphol. De Schipholspoortunnel ligt net ten zuiden van deze baan. De baan kan in beide richtingen worden gebruikt. Sinds 20 februari 2003 wordt de baan tussen 23.00 en 06.00 uur alleen gebruikt als de Polderbaan en de Kaagbaan beide niet beschikbaar zijn.
- De Polderbaan (18R-36L) werd in 2003 als zogeheten vijfde baan geopend en kreeg zijn naam na een prijsvraag. Deze baan (als de Oostbaan wordt meegeteld feitelijk de zesde baan) ligt ten westen van de Zwanenburgbaan, parallel hieraan. Hij bleek bij oplevering voor de verkeersleiding te ver van de centrale verkeerstoren te liggen, waardoor het noodzakelijk was overhaast een tweede verkeerstoren te bouwen in de buurt van de nieuwe baan. Taxiën vanaf de terminal naar deze baan duurt tussen de tien en twintig minuten. De Polderbaan is met 3.800 meter lengte en 60 meter breedte de langste en breedste baan van Schiphol. De baan kan beperkt gebruikt worden: landend verkeer alleen in zuidelijke richting en startend verkeer alleen in noordelijke richting (Spaarndam). Tijdens de nachtelijke uren wordt de Polderbaan als primaire baan ingezet.

### Voorzieningen

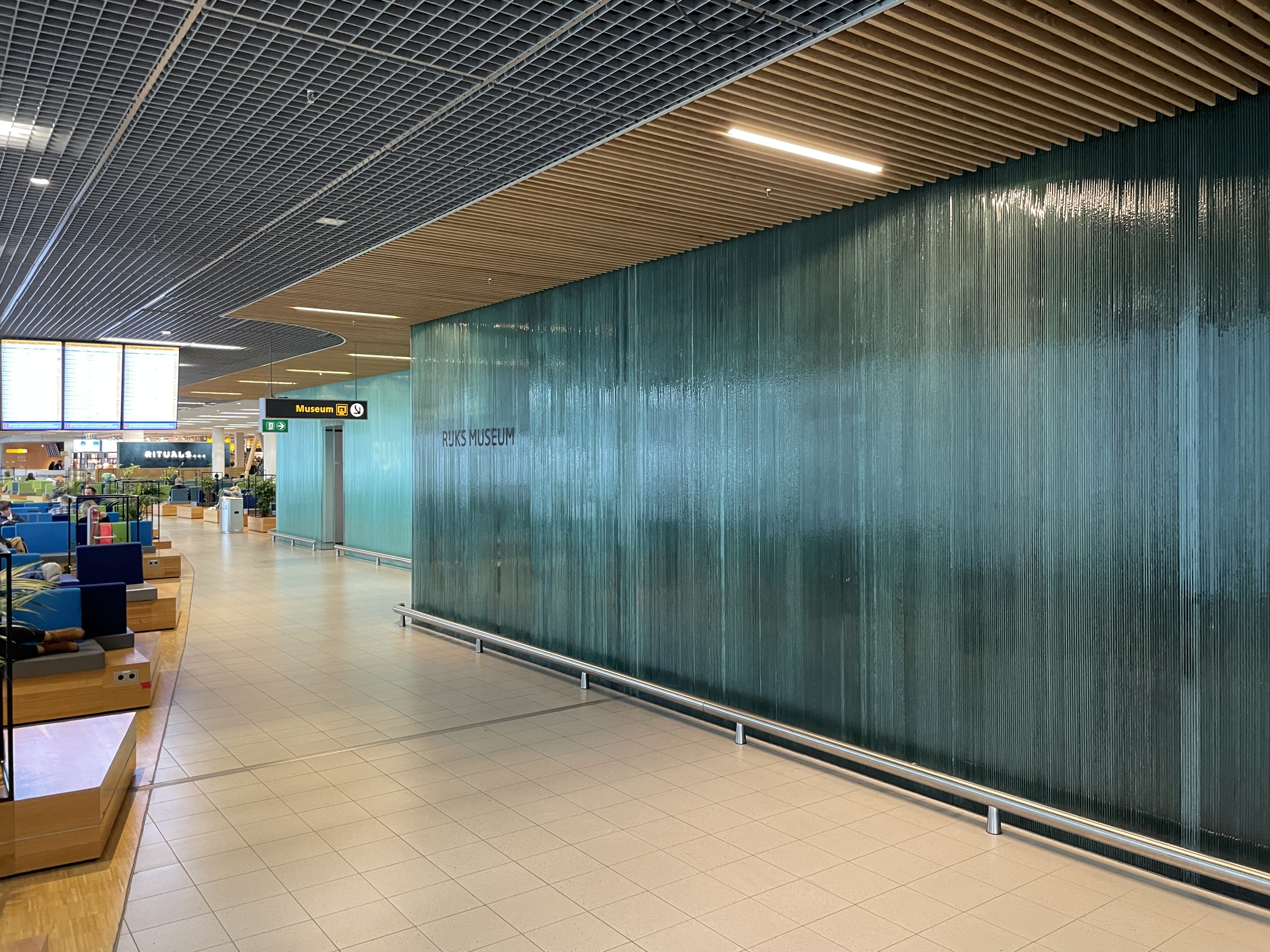
De ingang van de dependance van het Rijksmuseum Amsterdam op Schiphol

De luchthaven Schiphol huisvest ruim 200 winkels en horecagelegenheden. Schiphol Plaza is het landzijdige winkelcentrum van de luchthaven Schiphol. Er zijn winkels voor onder andere bloemen en planten, delicatessen, chocolade en snoepgoed, dagelijkse boodschappen, media en elektronica, mode, parfums en cosmetica, boeken en tijdschriften. De winkels zijn zeven dagen per week geopend van 07.00 uur tot 22.00 uur. Om te eten en drinken kan men terecht bij diverse restaurants, bars en cafés.
Daarnaast kan iedereen met een instapkaart belastingvrij winkelen in de lounges en in de pieren. De merkwinkels en See-Buy-Flyshops daar openen iedere dag minimaal een uur voor het vertrek van de eerste vlucht en sluiten nadat het laatste vliegtuig is vertrokken. Voor reizigers met een bestemming binnen de EU worden op tabak en alcoholische dranken de reguliere accijnzen geheven. De horeca is op een aantal plaatsen 24 uur per dag geopend. Hiertoe behoren ook twee hotels. Er zijn geen rookruimtes meer beschikbaar in de gehele terminal. Verder kunnen passagiers gebruikmaken van wellnessvoorzieningen. In de gehele terminal wordt gratis Wi-Fi aangeboden. Frequente reizigers kunnen gebruik maken van het serviceprogramma Privium waarmee zonder wachten de grenscontroles gepasseerd kunnen worden door middel van irisscan technologie. Tevens hebben gebruikers van Privium toegang tot exclusieve lounges.
Schiphol heeft een eigen kunstcollectie. Er bevond zich tussen 2002 en 2024 op Schiphol een dependance van het Rijksmuseum Amsterdam, met een vaste collectie en ook wisselende tentoonstellingen. Deze dependance was te vinden op de Holland Boulevard tussen de E en F pieren. Begin 2010 opende Schiphol een bibliotheek, waar gratis boeken en iPads ter beschikking staan van de passagiers, en reizigers kunnen spelen op een piano.
Schiphol beschikt over een stiltecentrum en een mortuarium, waar overledenen voor vertrek of na aankomst kunnen worden verzorgd. Jaarlijks passeren zo'n 2.000 overledenen het mortuarium om te worden gerepatrieerd naar hun land van herkomst.

## Brandveiligheid
Zoals bij iedere luchthaven door de International Civil Aviation Organization (ICAO) vereist beschikt Schiphol Airport over een eigen brandweerkorps dat gespecialiseerd is in vliegtuigbrandbestrijding (VBB) naast de reguliere brandweertaken. Schiphol valt in de hoogste categorie vanwege het aantal en de grootte van de vliegtuigen die Schiphol aandoen.
Het korps beschikt over drie kazernes:
- Post Sloten is de hoofdpost en heeft als dekkingsgebied de Zwanenburgbaan en de Buitenveldertbaan
- Post Rijk dekt de Kaagbaan, Aalsmeerbaan en Oostbaan
- Post Vijfhuizen dekt de Polderbaan

Elke post beschikt over drie crashtenders en ander materiaal. Sinds 2003 maakt de luchthaven gebruik van E-One Titan-crashtenders.
Om realistisch te kunnen oefenen beschikt Schiphol over een "oefenvliegtuig", de Schiphol Firefly, een nagebouwd vliegtuig op ware grootte waar echte branden in en omheen gestookt kunnen worden.
De brandweer Schiphol valt onder de veiligheidsregio Kennemerland. Incidenten op het luchtvaartterrein worden ingedeeld volgens de VOS-scenario's VOS groot en VOS klein. VOS staat hierbij voor VliegtuigOngeval Schiphol.
Rond Schiphol zijn een viertal uitgangsstellingen waar hulpdiensten uit andere regio's bij een grote ramp kunnen verzamelen. Deze zijn op de grote wegen in de weide omtrek aangegeven met rode bordjes "UGS-A" t/m D.

## Bereikbaarheid

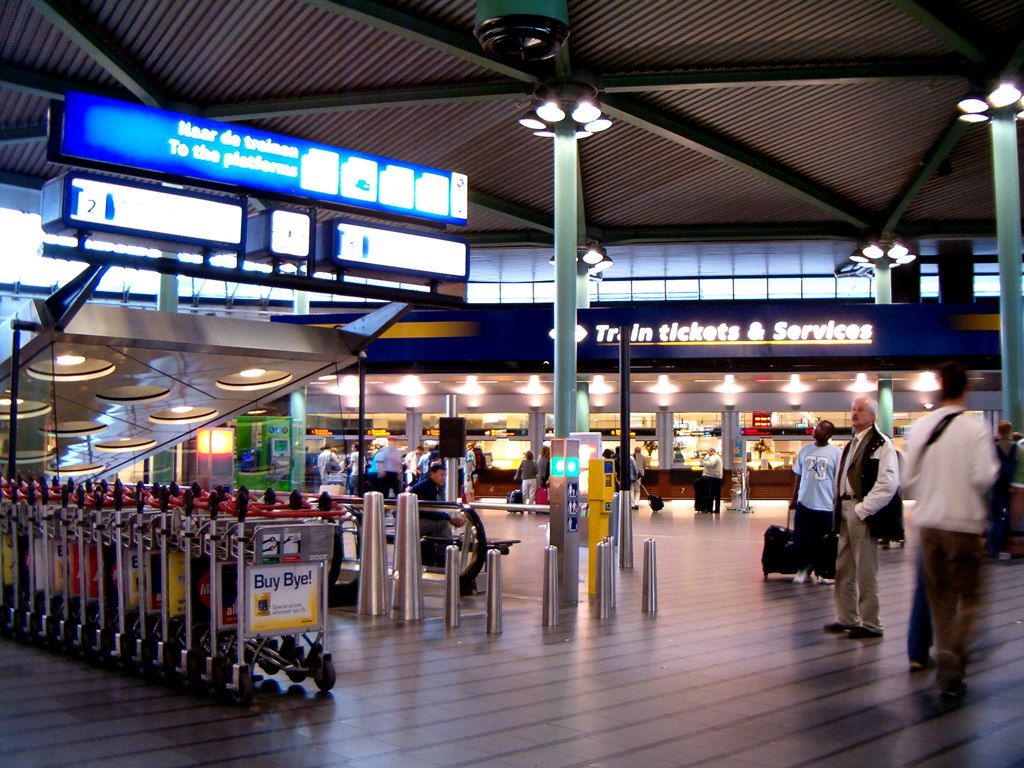
Roltrap naar een van de perrons op Schiphol Plaza/NS

### Autoverkeer
Schiphol is per auto te bereiken via de A4 en de A9.
Schiphol heeft meerdere parkeerterreinen en parkeerproducten, te weten:
- Schiphol P1 Parking, voor wegbrengen en ophalen van passagiers en voor korte reizen (maximaal 48 uur).
- Schiphol P3 Parking, lang parkeren, parkeren op het P3 terrein of in de P3 garage. Vervoer van en naar de terminal met pendelbussen.
- Schiphol Privium Parking, vlak bij de terminal parkeren voor Privium Plus-leden in Privium 1, Privium 3 of Privium Excellence (een exclusieve garage gekoppeld aan Vertrekhal 3). De parkeerduur in Privium 1 is maximaal 48 uur.
- Schiphol Terminal Valet Parking, voornamelijk gericht op de zakelijke reiziger. Auto neerzetten voor de vertrekhal en sleutels afgeven bij de balie.
- Schiphol P6 Valet Parking, voornamelijk gericht op het gemak voor de reiziger. Auto neerzetten in P6 Valet Parking op enkele minuten van de terminal en sleutels afgeven bij de balie.

### Busdiensten
In 2002 werd de Zuidtangent, een snelle busverbinding van Haarlem, via Hoofddorp, Schiphol en Amstelveen naar Amsterdam-Zuidoost, in gebruik genomen. Sinds 2008 is Schiphol, per bus, door middel van Zuidtangentlijn 310 direct bereikbaar vanuit Nieuw-Vennep en Amsterdam-Zuid. Deze lijnen horen inmiddels bij het R-net, lijn 310 gaat sinds 10 december 2017 verder als lijn 397, die richting het Leidseplein gaat. Het Schipholnet verzorgt de normale busdiensten tussen de parkeerplaatsen en plaatsen in de omgeving.

### Treinverbindingen
In 1941, tijdens de Tweede Wereldoorlog, legde de Duitse bezetter een spoorlijntje aan voor militaire doeleinden vanaf de Halte Aalsmeerderweg aan de Spoorlijn Aalsmeer - Haarlem naar wat nu Schiphol-Oost is. Dit is kort na de oorlog in 1945 weer opgebroken.
In 1978 werden Station Schiphol en de lijn Schiphol – Amsterdam Zuid in gebruik genomen. Het station Schiphol ligt in de bijna zes kilometer lange Schipholspoortunnel die onder de luchthaven doorloopt. In 1981 kwam de verbinding via Hoofddorp en Nieuw-Vennep naar Leiden gereed. Ook werd dat jaar de Schiphollijn verlengd naar Amsterdam RAI. In 1986 kwam de verbinding via Station Amsterdam Lelylaan en Sloterdijk naar station Amsterdam Centraal tot stand. Tegelijk werd het nachtnet ingesteld, waarmee ook Schiphol bediend wordt. In 1993 werd er verbinding met Weesp (en verder naar Almere en Hilversum) gemaakt.
Aanvankelijk had het station twee (eiland)perrons en drie sporen. In 2000 kwam de uitbreiding naar vier sporen in de tunnel gereed. Sindsdien heeft het station drie eilandperrons met zes sporen.
Sinds 2004 is Schiphol via de Hemboog direct bereikbaar vanuit de regio Purmerend/Hoorn, sinds 2006 vanuit Utrecht via de Utrechtboog. In 2009 en 2010 reed bij wijze van proef in de zomermaanden een nacht-intercity van Enschede naar Schiphol en terug. Deze nachtverbinding werd in latere jaren niet gehandhaafd.
Sinds het eind van 2009 rijden er hogesnelheidstreinen via de HSL-Zuid via Schiphol. Deze treinen hebben als bestemmingen Antwerpen, Brussel en Parijs. In Nederland worden ook Rotterdam en Breda aangedaan. De Thalys rijdt vanaf Amsterdam Centraal via de Ringspoorbaan, langs Amsterdam Sloterdijk, via de Schipholtunnel naar Schiphol. Na een korte stop rijdt deze trein vervolgens door tot station Hoofddorp, om uiteindelijk van het reguliere spoor over te gaan naar het spoor van de HSL-Zuid.

## Opererende luchtvaartmaatschappijen
Vanuit Schiphol opereren (anno 2024) zo’n 110 (inter)continentale luchtvaartmaatschappijen voor passagiers- en vrachtvervoer. Ze vliegen van en naar Schiphol.
| Maatschappij                    | Symbool | Land van oorsprong           | Grondafhandelaar    |
| ------------------------------- | ------- | ---------------------------- | ------------------- |
| Aegean Airlines                 | A3      | Griekenland                  | Aviapartner         |
| Aer Lingus                      | EI      | Ierland                      | Aviapartner         |
| Aeroméxico                      | AM      | Mexico                       | KLM Ground Services |
| Air Arabia Maroc                | 3O      | Marokko                      | Swissport           |
| Air Astana                      | KC      | Kazachstan                   | Menzies Aviation    |
| Air Canada                      | AC      | Canada                       | Viggo               |
| Air China Cargo                 | CA      | China                        | Swissport Cargo     |
| Air Europa                      | UX      | Spanje                       | Viggo               |
| Air France                      | AF      | Frankrijk                    | KLM Ground Services |
| Air India                       | AI      | India                        | dnata               |
| Air Serbia                      | JU      | Servië                       | Swissport           |
| Air Transat                     | TS      | Canada                       | Aviapartner         |
| AirBaltic                       | BT      | Letland                      | dnata               |
| AJet                            | VF      | Turkije                      | Swissport           |
| Amelia                          | 8R      | Frankrijk                    | Aviapartner         |
| American Airlines               | AA      | Verenigde Staten             | Swissport           |
| Arkia                           | IZ      | Israël                       | dnata               |
| Atlas Air                       | 5Y      | Verenigde Staten             | Menzies World Cargo |
| Austrian Airlines               | OS      | Oostenrijk                   | dnata               |
| British Airways                 | BA      | Verenigd Koninkrijk          | Aviapartner         |
| Bulgaria Air                    | FB      | Bulgarije                    | Aviapartner         |
| Cargolux                        | CV      | Luxemburg                    | Menzies World Cargo |
| Cathay Pacific                  | CX      | Hongkong                     | Swissport           |
| Cathay Pacific Cargo            | CX      | Hongkong                     | Menzies World Cargo |
| China Airlines                  | CI      | Taiwan                       | KLM Ground Services |
| China Airlines Cargo            | CI      | Taiwan                       | KLM Cargo           |
| China Cargo Airlines            | CK      | China                        | dnata               |
| China Eastern Airlines          | MU      | China                        | KLM Ground Services |
| China Southern Airlines         | CZ      | China                        | KLM Ground Services |
| China Southern Airlines Cargo   | CZ      | China                        | dnata               |
| Corendon Airlines               | XR      | Turkije                      | dnata               |
| Corendon Dutch Airlines         | CD      | Nederland                    | dnata               |
| Croatia Airlines                | OU      | Kroatië                      | Aviapartner         |
| Delta Air Lines                 | DL      | Verenigde Staten             | KLM Ground Services |
| DHL Aviation                    | D0/QY   | Duitsland                    | DHL                 |
| EasyJet                         | U2      | Verenigd Koninkrijk          | Menzies Aviation    |
| EgyptAir                        | MS      | Egypte                       | Swissport           |
| El Al                           | LY      | Israël                       | dnata               |
| Emirates                        | EK      | Verenigde Arabische Emiraten | dnata               |
| Emirates SkyCargo               | EK      | Verenigde Arabische Emiraten | dnata               |
| Etihad Airways                  | EY      | Verenigde Arabische Emiraten | Viggo               |
| Etihad Cargo                    | EY      | Verenigde Arabische Emiraten | dnata               |
| Eurowings                       | EW      | Duitsland                    | Menzies Aviation    |
| EVA Air                         | BR      | Taiwan                       | Swissport           |
| FedEx Express                   | FX      | Verenigde Staten             | Menzies World Cargo |
| Finnair                         | AY      | Finland                      | Viggo               |
| Flyone                          | 5F      | Moldavië                     | Menzies Aviation    |
| Garuda Indonesia                | GA      | Indonesië                    | Swissport           |
| Georgian Airways                | A9      | Georgië                      | KLM Ground Services |
| Iberia Express                  | I2      | Spanje                       | Aviapartner         |
| Icelandair                      | FI      | IJsland                      | Viggo               |
| ITA Airways                     | AZ      | Italië                       | Viggo               |
| JetBlue Airways                 | B6      | Verenigde Staten             | Menzies Aviation    |
| Kalitta Air                     | K4      | Verenigde Staten             | Menzies World Cargo |
| Kenya Airways                   | KQ      | Kenia                        | KLM Ground Services |
| KLM                             | KL      | Nederland                    | KLM Ground Services |
| KLM Cargo                       | KL      | Nederland                    | KLM Cargo           |
| KLM Cityhopper                  | WA      | Nederland                    | KLM Ground Services |
| KM Malta Airlines               | KM      | Malta                        | Menzies Aviation    |
| Korean Air                      | KE      | Zuid-Korea                   | Swissport           |
| Korean Air Cargo                | KE      | Zuid-Korea                   | Swissport Cargo     |
| Kuwait Airways                  | KU      | Koeweit                      | Menzies Aviation    |
| LATAM Cargo Chile               | UC      | Chili                        | Menzies World Cargo |
| LOT Polish Airlines             | LO      | Polen                        | Menzies Aviation    |
| Lufthansa                       | LH      | Duitsland                    | dnata               |
| Martinair                       | MP      | Nederland                    | KLM Cargo           |
| MASkargo                        | MH      | Maleisië                     | Swissport Cargo     |
| MNG Airlines                    | MB      | Turkije                      | Menzies World Cargo |
| Nippon Cargo Airlines           | KZ      | Japan                        | dnata               |
| Norwegian Air Shuttle           | DY      | Noorwegen                    | Menzies Aviation    |
| Pegasus Airlines                | PC      | Turkije                      | dnata               |
| Play                            | OG      | IJsland                      | Menzies Aviation    |
| Qatar Airways                   | QR      | Qatar                        | Swissport           |
| Qatar Airways Cargo             | QR      | Qatar                        | Swissport Cargo     |
| Royal Air Maroc                 | AT      | Marokko                      | dnata               |
| Royal Jordanian                 | RJ      | Jordanië                     | dnata               |
| Ryanair                         | FR      | Ierland                      | Menzies Aviation    |
| Saudia                          | SV      | Saoedi-Arabië                | dnata               |
| Saudia Cargo                    | SV      | Saoedi-Arabië                | Menzies World Cargo |
| Scandinavian Airlines           | SK      | Zweden                       | Aviapartner         |
| Silk Way West Airlines          | 7L      | Azerbeidzjan                 | Aviapartner         |
| Singapore Airlines              | SQ      | Singapore                    | Swissport           |
| Singapore Airlines Cargo        | SQ      | Singapore                    | dnata               |
| Sky Express                     | GQ      | Griekenland                  | Aviapartner         |
| Sun d'Or International Airlines | LY      | Israël                       | Aviapartner         |
| SunExpress                      | XQ      | Turkije                      | dnata               |
| Suparna Airlines                | Y8      | China                        | Swissport Cargo     |
| Surinam Airways                 | PY      | Suriname                     | Aviapartner         |
| Swiss Int. Air Lines            | LX      | Zwitserland                  | dnata               |
| TAP Air Portugal                | TP      | Portugal                     | Swissport           |
| TAROM                           | RO      | Roemenië                     | Aviapartner         |
| Transavia                       | HV      | Nederland                    | Viggo               |
| TUI fly Netherlands             | OR      | Nederland                    | Swissport           |
| Turkish Airlines                | TK      | Turkije                      | Swissport           |
| Turkish Cargo                   | TK      | Turkije                      | Swissport Cargo     |
| United Airlines                 | UA      | Verenigde Staten             | Swissport           |
| Vueling                         | VY      | Spanje                       | Aviapartner         |
| Xiamen Air                      | MF      | China                        | KLM Ground Services |

## Ongevallen en incidenten

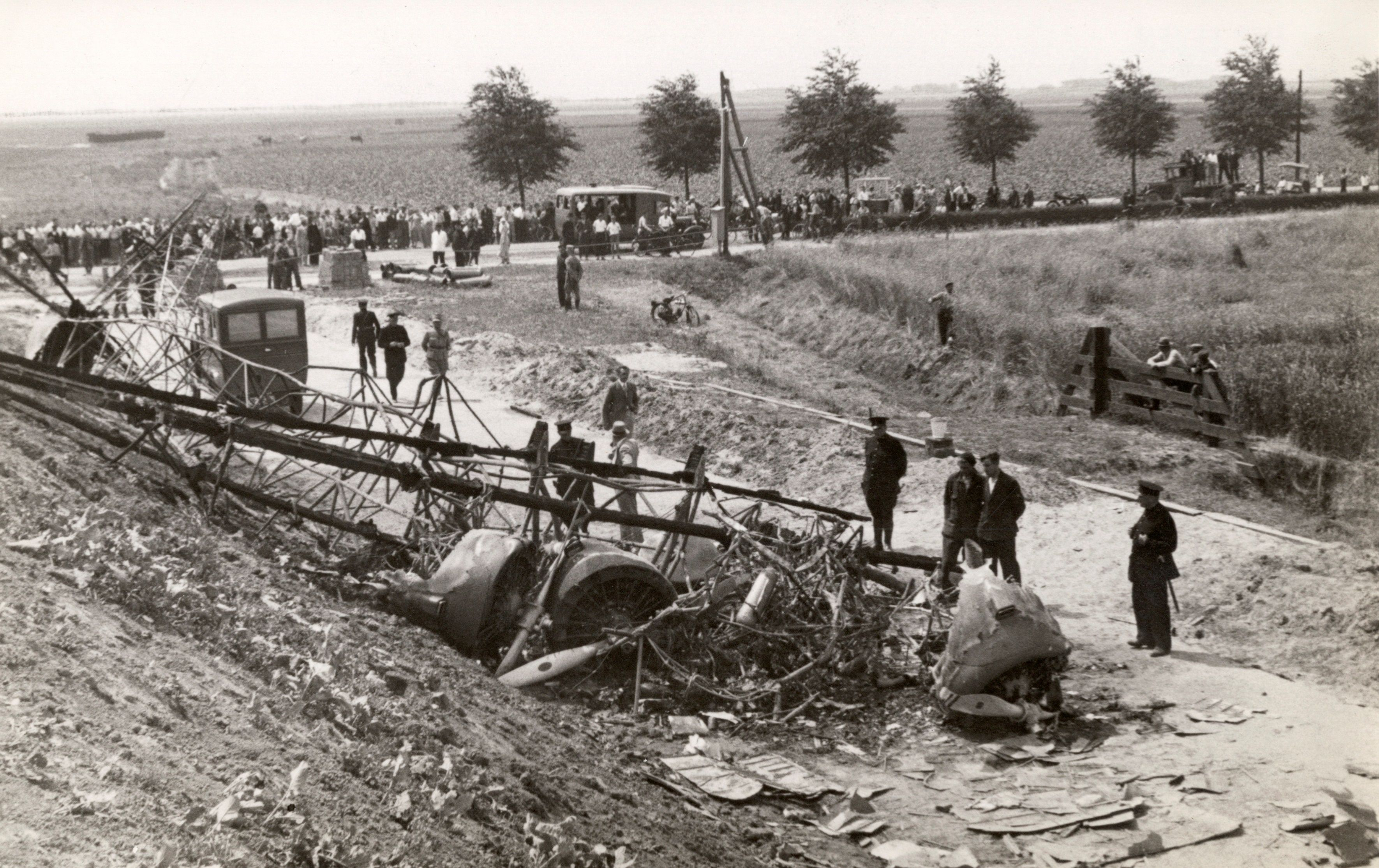
Het ongeluk met de Kwikstaart

- Op zondagmorgen 14 juli 1935 om 09.40 uur verongelukte, slechts drie minuten na de start vanaf startbaan 04 (Oostbaan), toen 05 genoemd, de viermotorige Fokker F.XXII, registratie: PH-AJQ "Kwikstaart" van KLM, op de lijnvlucht (via Hamburg en Kopenhagen) naar Malmö. Door een defect in de brandstoftoevoer van de twee linkermotoren kreeg het vliegtuig onvoldoende hoogte en vloog tegen het talud van de in aanbouw zijnde autoweg Amsterdam - Den Haag (de huidige A4), vlak bij het huidige Mercure Hotel Amsterdam Airport. Van de 20 inzittenden (vijf bemanningsleden en 15 passagiers) overleefden 14 personen de ramp. Vier bemanningsleden (gezagvoerder Heinz Silberstein, de marconist G.F. Nieboer en de boordwerktuigkundigen G. Brom en L.J. van Dijk) en twee Engelse passagiers kwamen bij deze vliegramp om het leven. Steward J. Haberer en dertien passagiers overleefden het ongeluk.

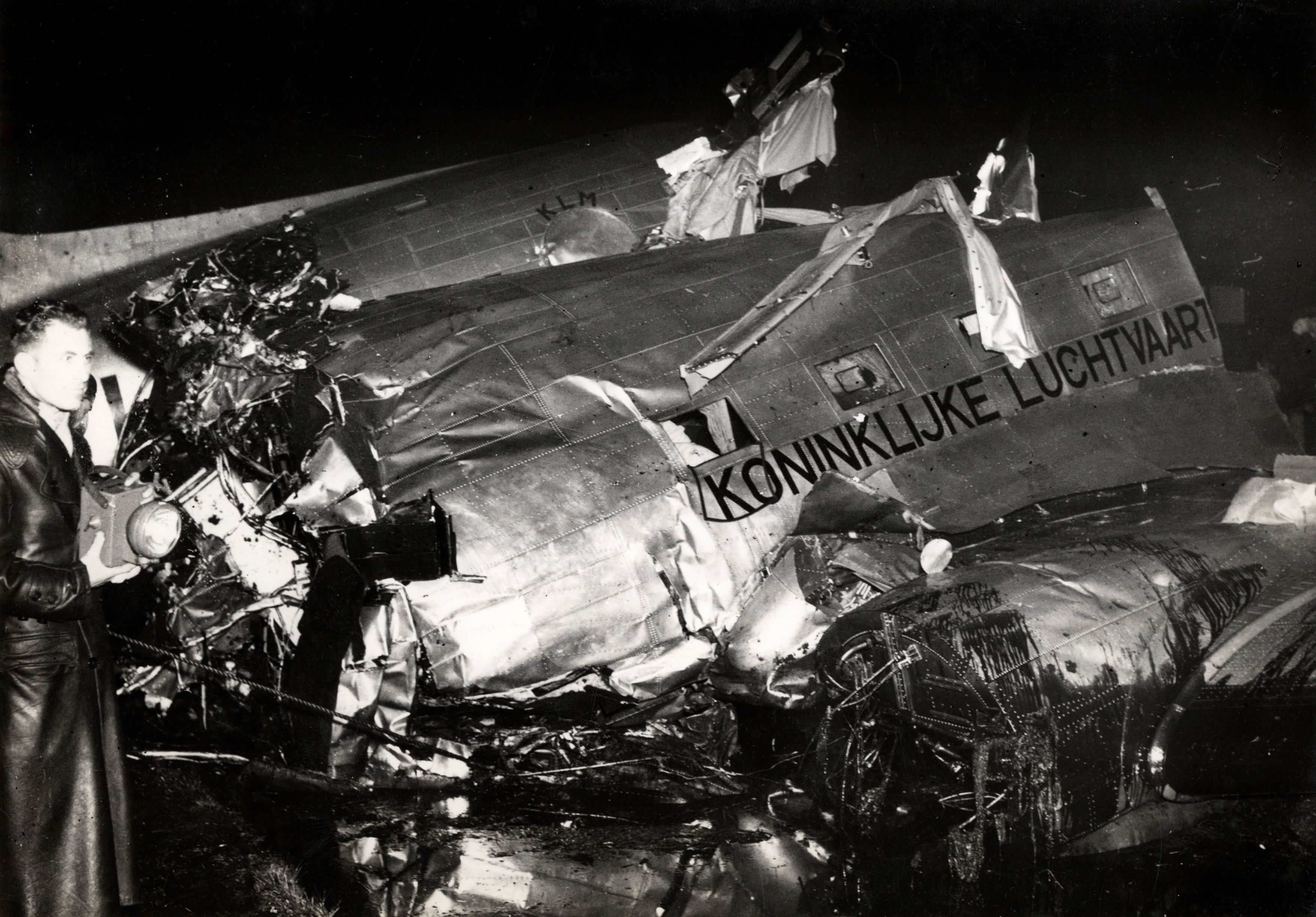
Het ongeluk met de IJsvogel

- Op vrijdagavond 14 november 1938 om 18.41 uur verongelukte, mogelijk door plotseling optredende mist, een Douglas DC-3, registratie: PH-ARY "IJsvogel" van KLM, komende vanuit Tempelhof Berlijn, op ongeveer 4200 meter voor landingsbaan 22 (Oostbaan), toen 23 genoemd, vlak bij het Jaagpad in de Riekerpolder bij Amsterdam. Er waren zes dodelijke slachtoffers te betreuren, onder wie vier van de vijf bemanningsleden. De bemanning bestond uit gezagvoerder Jan Duimelaar, 2e piloot W. van Gemeren, boordwerktuigkundige W.J. van Huut, marconist C.J.W. Surber en steward B. Eys, die als enige deze vliegramp overleefde.

- Op vrijdagmorgen 9 december 1938 verongelukte, tijdens de start voor een lesvlucht, een Lockheed-14 Super Electra, registratie: PH-APE "Ekster" van KLM, waarbij de gezagvoerder c.q. instructeur Aris van der Sijde en de drie andere bemanningsleden om het leven kwamen. De leerlingvlieger Cornelis Schreij werd die dag getraind in het vliegen van dit vliegtuigtype, waarbij de meest ongunstige vliegomstandigheden werden nagebootst, dus ook het direct na de start uitvallen van een van de beide motoren. Het lege vliegtuig was verzwaard met zakken zand en de start vond plaats vanaf de startbaan 18 (Aalsmeerbaan). Kort na de start trok de gezagvoerder c.q. instructeur de rechtermotor dicht. Het vliegtuig neigde daardoor naar rechts weg te draaien, maar Schreij kon dit niet tijdig genoeg opvangen. De daaropvolgende manoeuvres om het vliegtuig weer in balans te krijgen verlaagden de snelheid zodanig, dat Van der Sijde trachtte de rechtermotor weer snel op te starten. Het was echter te laat en het vliegtuig, dat zich op slechts 20 meter hoogte boven de Schipholdijk bevond, gleed plotseling af en stortte vlak achter de Johanneshoeve aan de Aalsmeerderweg neer, op een afstand van 1500 meter vanaf de oude luchtverkeerstoren. Er brak onmiddellijk brand uit en het vliegtuig werd volkomen in de as gelegd. Naast de beide vliegers kwamen ook de boordwerktuigkundige Karl Jaedicke en de telegrafist Antony Bekking in de vlammen om.

- In de ochtend van 6 juni 1939 startte vanaf de oude startbaan 09 de Douglas DC-2, registratie: PH-AKN "Nachtegaal" van de KLM, voor een lesvlucht. De gezagvoerder c.q. instructeur van deze lesvlucht was Buin Snitslaar (het latere hoofd van het KLM-vliegbedrijf) en de reden van deze vlucht was om de leerlingvlieger Johan Bielfeldt te trainen in het vliegen met de Douglas DC-2 op slechts een van de twee motoren. Kort na de start, toen het vliegtuig op een hoogte van 150 meter was, zette Snitslaar plotseling de rechtermotor uit en gaf Bielfeldt opdracht met de ene draaiende motor te landen, waarop de leerlingvlieger de vereiste landingsmanoeuvres uitvoerde. Hij merkte echter dat hij te hoog zat voor een landing en meldde dit aan Snitslaar, die daarop Bielfeldt opdroeg om een doorstart te maken. Deze gaf de linkermotor weer vol gas en gaf aan de boordwerktuigkundige J.W. Vliegenthart de opdracht het landingsgestel weer snel in te trekken. Men verloor echter aanzienlijk hoogte en Snitslaar nam nu zelf de besturing van het vliegtuig over. Hij zag zich genoodzaakt een noodlanding te maken op het bouwland tussen de Schipholweg en de Ringdijk, ten noordoosten van het luchthaventerrein. De rechtervleugel kwam echter in aanraking met het toegangshek van dit bouwland. Van deze vleugel werd twee meter afgerukt en het vliegtuig draaide 90 graden om zijn topas. Hierop raakte de linkervleugel een militair wachtlokaal, waarna het toestel vlak bij de oprit naar de brug over de Ringvaart tegen de grond klapte, met de langsas loodrecht op de Schipholweg. De neus had zich gedeeltelijk in het wegtalud geboord. In het wachthuisje bevonden zich negen militairen van het Corps Luchtdoelartillerie. Een van hen kwam te overlijden, vijf anderen raakten gewond en drie soldaten kwamen er ongedeerd af, evenals de vliegtuigbemanning. Het toestel vloog niet in brand, maar was ernstig beschadigd aan neus en vleugeltippen. Het kon later evenwel volledig gerepareerd worden. De Duitse inval op 10 mei 1940 betekende alsnog het einde van de PH-AKN; het vliegtuig werd op het platform van Schiphol totaal vernield.

- Door slecht weer met laaghangende bewolking en forse buien verongelukte de Douglas DC-3, registratie: PH-TBW, met gezagvoerder E.H.J.F. Moreton op 14 november 1946. Het vliegtuig stortte op slechts 150 meter ten zuiden van het begin van landingsbaan 04 (Oostbaan) neer en brandde volledig uit, vlak bij de plaats waar nu hangar 11 staat. Deze vliegramp kostte het leven aan alle vijf bemanningsleden en 21 passagiers, onder wie auteur Herman de Man.

- Op 1 mei 1948 verongelukte, tijdens een lesvlucht, de Douglas DC-6, registratie: PH-TKW "Koningin Wilhelmina" van de KLM. Rond half elf startte het vliegtuig met leerlingvlieger S. Du Porto in de linkerstoel. Een aantal starts en landingen werd zonder problemen uitgevoerd. Gezagvoerder A.G. Ekels wilde hierna een start met het uitvallen van een motor demonstreren en beide vliegers wisselden daarom van plaats. Het vliegtuig startte wederom vanaf startbaan 22 (Oostbaan) en bij een snelheid van 137 km/u trok gezagvoerder A.G. Ekels het neuswiel los en kort daarna, bij 169 km/u trok hij de gashandle van motor 1 naar achteren om het uitvallen van een motor na te bootsen. Het vliegtuig had op dat moment 350 meter afgelegd en de gezagvoerder was in de veronderstelling dat het vliegtuig "los" van de grond gekomen was, maar dat bleek niet het geval. Het vliegtuig begon naar links weg te lopen en om dit te corrigeren werd vol tegenroer met beide sturen gegeven. Het rechterwiel kwam los en alleen het linkerwiel reed nog op de startbaan, waarbij het vliegtuig sterk naar links traverseerde en uiteindelijk van de startbaan liep. De gezagvoerder trok het toestel los, waarna dit in een flauwe, langzaam stijgende linkerbocht overging. Hij zag dat het vliegtuig recht op een aarden wal van 1,5 meter afging en gaf motor 1 weer vol gas, maar deze motor maakte vervolgens een te hoog toerental; de linkervleugel raakte de aarden wal en verloor een stuk van vijf meter, alsmede een deel van de propellerbladen van motor 1. Het toestel slipte draaiend om zijn topas verder en kwam in een greppel tot stilstand. Een beginnende brand werd snel geblust, maar het vliegtuig was volledig verwoest. De drie bemanningsleden liepen lichte verwondingen op. Zie ook artikel Taxibaan G3.

- Op 25 mei 1953 verongelukte de Convair 240, registratie: PH-TEI, "Paulus Potter" van de KLM, tijdens de start op startbaan 04 (Oostbaan). Na de start won het vliegtuig nauwelijks hoogte, waarop gezagvoerder F.H. Hawkins onmiddellijk besloot om een buiklanding te maken en het gas dicht trok. Er was echter onvoldoende lengte van de startbaan over voor deze noodlanding. Het toestel schoof, met 200 km per uur, over de resterende 200 meter startbaan en schoot door over de 40 meter brede grasstrook, een sloot, door de heg die het luchthaventerrein omsloot, kruiste de Schipholweg en gleed aan de overkant van de weg nog een stuk door over het weiland. Er brak geen brand uit, maar het toestel was totaal vernield. De zeskoppige bemanning bleef ongedeerd en een deel van de 28 passagiers raakte gewond. 14 personen werden in een ziekenhuis opgenomen. Op de Schipholweg was het een ravage. Het vliegtuig kwam recht op de dagjesmensen af die naar de startende vliegtuigen stonden te kijken, en op het moment dat het toestel dwars over de Schipholweg schoot doodde het twee jonge meisjes (16 en 4 jaar) en verwondde vijf andere personen ernstig.

- Op 14 september 1986, 's morgens om 03.10 uur, verongelukte een Britten-Norman BN2 Islander (BN-2A Mk.III-2 Trislander), registratie: G-BDTP van Kondair, met vluchtnummer 201 op een vlucht van Londen Stansted naar Schiphol. Het vliegtuig bevond zich op het glijpad van landingsbaan 18C (Zwanenburgbaan, toen 19R genummerd) toen het op 5000 meter voor de "drempel" van deze landingsbaan op ongeveer 250 meter hoogte begon te zwalken. Eerst naar rechts en daarna naar links, mogelijk veroorzaakt door windscheringen, met aanzienlijk verlies van hoogte tot gevolg. Vervolgens smakte het vliegtuig op nog geen 4200 meter voor de drempel tegen de grond, waarna er onmiddellijk een brand uitbrak die het vliegtuig volledig verwoestte. De vlieger, als enige inzittende, kwam in de vlammenzee om.

- Op 4 oktober 1992 vond de Bijlmerramp plaats. Nadat een Boeing 747-200F van El Al kort na de start van de Zwanenburgbaan twee motoren was verloren, probeerde de bemanning terug te keren naar Schiphol, maar op de aanvliegroute naar de Buitenveldertbaan verloor men de controle over het toestel. Het toestel boorde zich in een woonflat in de Amsterdamse wijk Bijlmermeer. Hierbij kwamen 43 mensen, onder wie de vier inzittenden van het toestel, om.

- KLM Cityhopper-vlucht 433 was een vlucht die op 4 april 1994 verongelukte, nadat de Saab SF-340 met bestemming Cardiff naar Schiphol was teruggekeerd met motorproblemen. Een verkeerd uitgevoerde doorstart resulteerde in een crash in een weiland enkele honderden meters voor de Kaagbaan. Drie inzittenden kwamen om het leven, onder wie gezagvoerder Gerrit Lievaart.

- Op 24 december 1997 landde de Transavia Boeing B757-200, registratie: PH-TKC, traverserend op landingsbaan "19R" (Zwanenburgbaan, tegenwoordig "18C" genummerd), waardoor de neuswielconstructie van het landingsgestel bezweek en het toestel op de neus na een lange uitloop rechts van baan "19R" in het gras tot stilstand kwam. Het toestel was zwaar beschadigd en vier passagiers raakten lichtgewond tijdens de evacuatie van het vliegtuig.

- Op 25 februari 2005 vond op Schiphol de grootste diamantroof uit de Nederlandse geschiedenis plaats. Drie of vier personen overvielen op het platform een KLM-waardetransportwagen die diamanten vervoerde naar een gereedstaand vliegtuig dat ze naar de luchthaven van Deurne bij Antwerpen moest brengen. De overvallers bedreigden de drie bewakers en reden met de waardetransportwagen het terrein af. Het voertuig werd korte tijd later verlaten aangetroffen. Van de 75 miljoen aan diamanten zou nog slechts tien procent aanwezig zijn geweest. De buit zou een totale waarde vertegenwoordigen van 70 miljoen euro.[53] Januari 2017 werden de verdachten opgepakt en voor de rechter gebracht.[54] In hoger beroep ontvingen de 4 mannen 43 maanden tot 9,5 jaar celstraf.[55] Twee andere verdachten werden opnieuw vrijgesproken.

- Op 27 oktober 2005 vond in het cellencomplex op Schiphol-Oost een grote brand plaats, die aan elf gedetineerde illegalen het leven kostte.

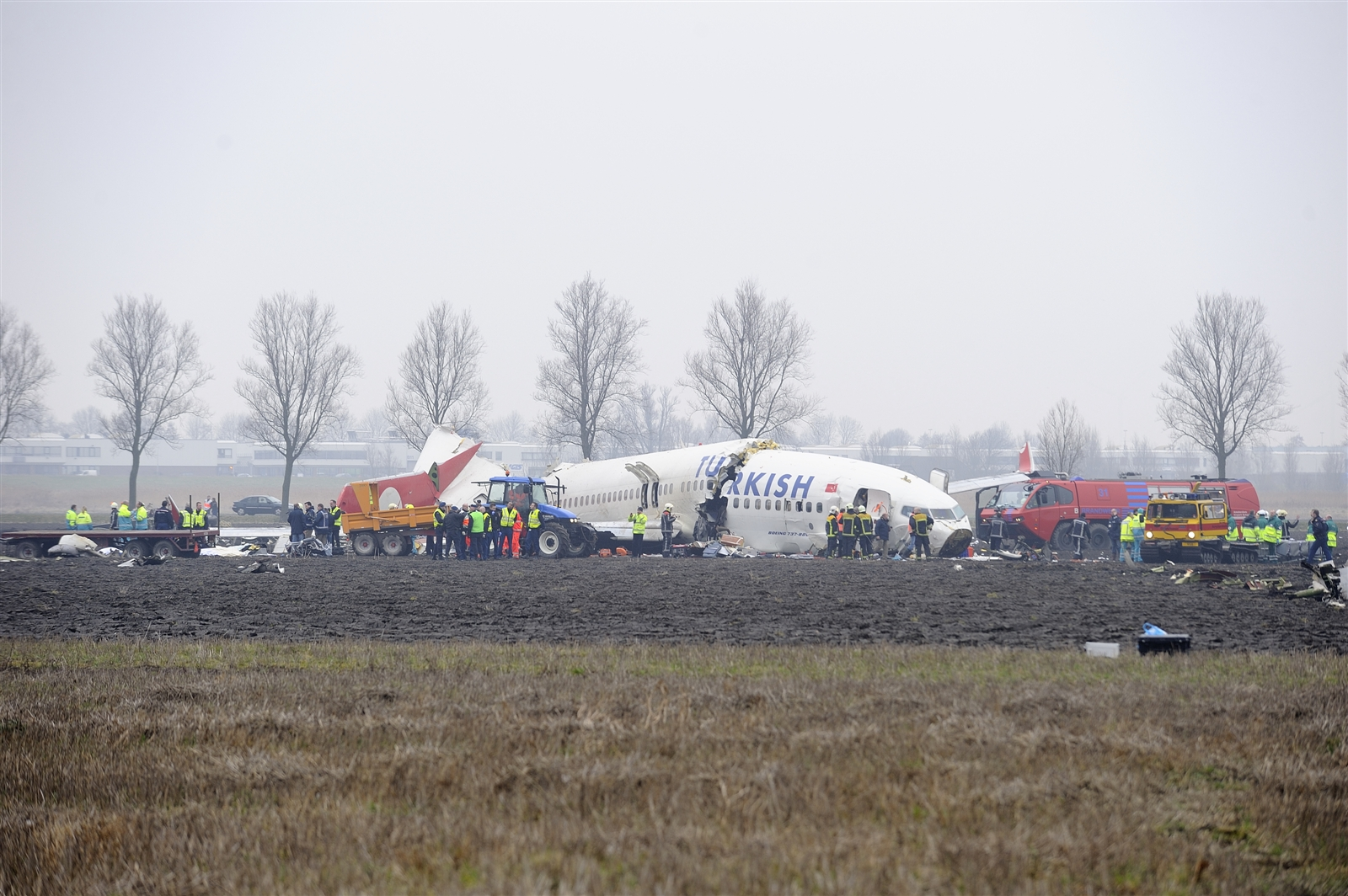
In 2009 vielen negen doden bij een ongeluk met vliegtuig van Turkish Airlines

- Op 25 februari 2009 stortte Boeing 737-800 met 128 passagiers en zeven bemanningsleden aan boord, tijdens de landing neer.

### Kleinere (recente) incidenten
- In maart 2007 werd een autistische vliegtuigspotter door de marechaussee gearresteerd toen hij zijn naam niet wilde zeggen. Hij belandde daarna in een cel. Dit incident was aanleiding voor de invoering van de autipas.[56]
- Een Boeing 737-300 van de KLM met bestemming Warschau startte op 10 februari 2010, even na acht uur 's avonds, per ongeluk vanaf taxibaan "B", parallel aan de startbaan 36C Zwanenburgbaan.[57] De Onderzoeksraad Voor Veiligheid noemde het incident 'ernstig' en stelde een eigen onderzoek in.[58]
- Op 2 maart 2010 werd een piloot van Corendon Airlines met de Zweedse nationaliteit gearresteerd wegens het vliegen op commerciële vluchten zonder te beschikken over de juiste diploma's en brevetten, juist vóór zijn vertrek met een Boeing 737 naar Turkije met aan boord 101 passagiers.[59]
- Op 10 mei 2010 ging een brandalarm af op Transavia-vlucht 321 naar Faro. Het vliegtuig met 186 passagiers stond nog bij de gate toen het alarm afging.[60] De oorzaak was een steekvlam in de APU in de staart van het vliegtuig. Het toestel werd geëvacueerd, twee passagiers raakten lichtgewond bij de evacuatie.
- Op 6 juni 2010 moest een Boeing 737-400 van de luchtvaartmaatschappij Royal Air Maroc kort na het opstijgen een noodlanding maken. Tijdens de start kwam het toestel in aanvaring met ganzen. Hierdoor raakten de romp, het landingsgestel en een van de motoren flink beschadigd. Het toestel maakte enkele minuten later een succesvolle noodlanding op de Polderbaan.[61][62]
- Op 2 oktober 2010 raakte het neuswiel van een Boeing 737-400 van Corendon Airlines in de modder aan het einde van de Oostbaan. De luchtvaartmaatschappij onderzocht of deze (korte) landingsbaan wel gebruikt had mogen worden in de slechte weersomstandigheden van dat moment.[63][64]
- Op 1 oktober 2014 kwam de City of Nairobi, een Boeing 747-400 van de KLM met vliegtuigregistratie PH-BFN, na de landing op de Polderbaan met zijn neuswiel tot stilstand in het gras naast de baan.[65]
- Op 23 februari 2017 zakte een Bombardier Dash 8 van Flybe door zijn rechter landingsgestel tijdens de landing op de Oostbaan in een zware zuidwesterstorm. Het toestel met vliegtuigregistratie G-JECP was afkomstig uit Edinburgh met vluchtnummer BE1284.[66]
- Op 29 mei 2024 kwam een werknemer van het vliegveld om het leven na terecht gekomen te zijn in een lopende motor van een KLM Cityhopper Embraer E190STD. De marechaussee liet later weten dat het om zelfdoding ging.[67]

## Status

### Ontvangst predicaat "Koninklijk"
Vanwege het 100-jarig bestaan op 19 september 2016 ontving de luchthaven op 14 september van dat jaar het predicaat Koninklijk. Het predicaat werd toegekend door koning Willem-Alexander en door de commissaris van de Koning in Noord-Holland, Johan Remkes, overhandigd aan de president-directeur van de Schiphol Group, Jos Nijhuis. De luchthavenorganisatie heet sindsdien Koninklijke Schiphol Group.

### Andere onderscheidingen
Schiphol heeft vier sterren bij Skytrax' vliegveldbeoordeling. Schiphol heeft in zijn bestaan meer dan 120 prijzen gewonnen: beste vliegveld ter wereld in 1980, 1981, 1984, 1985, 1986, 1990, 2003 en 2012, beste vliegveld van Europa in 16 opeenvolgende jaren: 1988-2003 en prijzen voor het beste business-reisvliegveld, de Skytrax Award voor beste vliegveld in Europa in 2012 en 2013 en beste vliegveld in West-Europa in 2014 en 2020.

### Geluidshinder

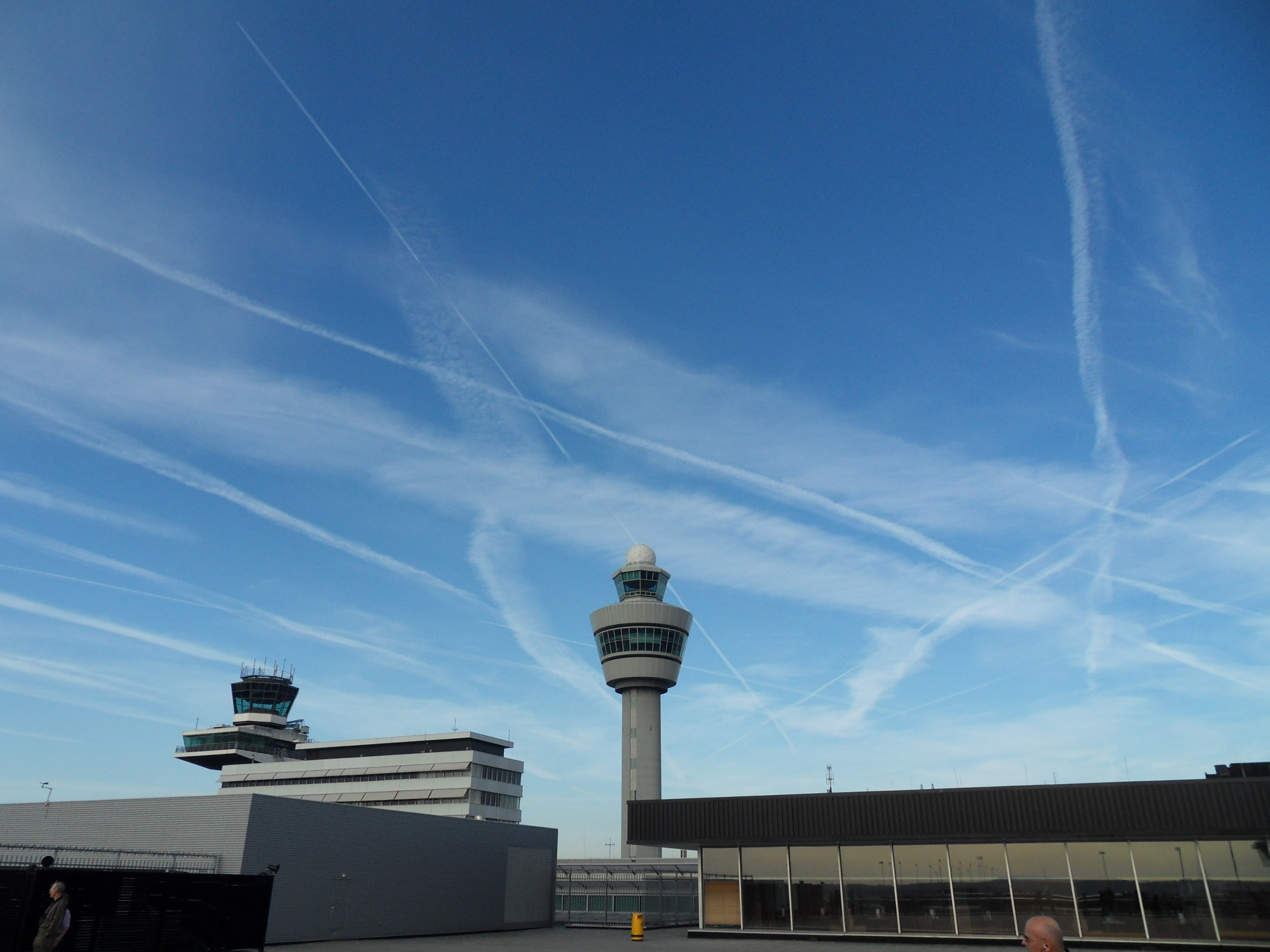
Het luchtruim boven de luchthaven

De groei van Schiphol in de loop der jaren leidde ook tot een grotere stroom van klachten met betrekking tot geluidsoverlast. Vanuit de verschillende overheden is daarom wet- en regelgeving omtrent geluidsnormen vastgesteld. Deze geluidsnormen werden vanaf de jaren zestig berekend in zogeheten Kosteneenheden (afgekort: Ke) voor het etmaal en LAeq-contouren voor de nacht (23:00-06:00 uur lokale tijd). De Kosten-rekeneenheid is vernoemd naar de bedenker: de akoesticus Prof. Dr. Ir. C.W. Kosten. Op basis van deze norm werd een zone vastgesteld, de 35-Ke-zone. Deze methode werkte uitsluitend met berekeningen, niet met daadwerkelijke metingen. De overheid legde op basis van deze rekenmethode een maximum op van het aantal woningen dat binnen deze zone mocht liggen. Sinds de opening van de Polderbaan is men overgestapt op de Europese geluidsnormen, de Lden-contouren voor het etmaal en de Lnight-contouren voor de nachtperiode (23:00-07:00 uur lokale tijd). Naast grenswaarden voor de geluidbelasting zijn tevens beperkingen opgelegd aan het baan- en routegebruik in de periode van 23:00-06:00 uur lokale tijd. De grenswaarden en regels zijn vastgelegd in het zogenaamde Luchthavenverkeerbesluit Schiphol, onderdeel van de Luchtvaartwet.
In 2004 is Geluidsnet gestart met het real-time op internet weergeven van gemeten vliegtuiggeluid om aan te tonen dat het zinvol is om vliegtuiggeluid niet alleen te berekenen, maar ook te meten. Vanaf 2005 zijn soortgelijke metingen afkomstig van de NOMOS meetpunten van Schiphol.
Op de website van Schiphol zijn de metingen te zien.
Het aantal nachtvluchten op Schiphol wordt vanaf 2013 in drie jaar teruggebracht van 32.000 naar 29.000 om geluidsoverlast verder terug te dringen. Omwonenden ervaren desondanks nog steeds veel geluidshinder.
In 2019 werd er nog van uit gegaan dat het aantal vluchten van en naar Schiphol stapsgewijs zou mogen stijgen tot 540.000 vluchten. Wel moest van tevoren aangetoond worden dat aan allerlei voorwaarden wordt voldaan. Zo moest de hinder voor de omwonenden aantoonbaar omlaag. Het aantal nachtvluchten wordt teruggebracht. In 2022 werd echter vastgesteld dat er niet aan deze voorwaarden was voldaan, omdat de beloofde stillere vliegtuigen er nog niet waren. Het maximum van 500.000 vluchten per jaar wordt daarom vanaf november 2023 verlaagd naar 440.000 vluchten.

### Plaatsnaam
De naam Schiphol werd in 1930 voor het eerst formeel vastgesteld als plaatsnaam binnen de gemeente Haarlemmermeer. Het oorspronkelijke Schiphol omvatte ook het huidige Badhoevedorp. Er bestond een dorp Rijk, dat in 1959 geheel verdween voor de aanleg van de nieuwe luchthaven Schiphol. In 1968 stelde de gemeente de grenzen van Schiphol en andere plaatsen vast.
Vanaf 1977, meer bepaald met de invoering van de postcode in Nederland, onderscheidde het Nederlandse postbedrijf PTT echter twee plaatsnamen: "Schiphol", voor Schiphol-Oost (postcodenummer 1117), en "Luchth Schiphol", voor Schiphol-Centrum (1118). Later kwam Schiphol-Rijk (1119) daar nog bij. Voor Schiphol-Noord worden de postcodes van Badhoevedorp gebruikt: 1170 en 1171.
In het kader van de invoering van de Wet Basisregistraties Adressen en Gebouwen (BAG) (2008) heeft de gemeente in 2008 en 2010 de indeling in "woonplaatsen" opnieuw vastgesteld. De door de PTT ingevoerde plaatsnaam "Luchth Schiphol" is hierbij, na overleg met TNT Post, afgeschaft, en zowel Schiphol-Centrum als Schiphol-Oost liggen sindsdien in de plaats "Schiphol". Schiphol-Rijk, dat buiten het eigenlijke verspreidingsgebied van de luchthaven ligt, is bevestigd als officiële plaatsnaam.

### Schiphol in de media

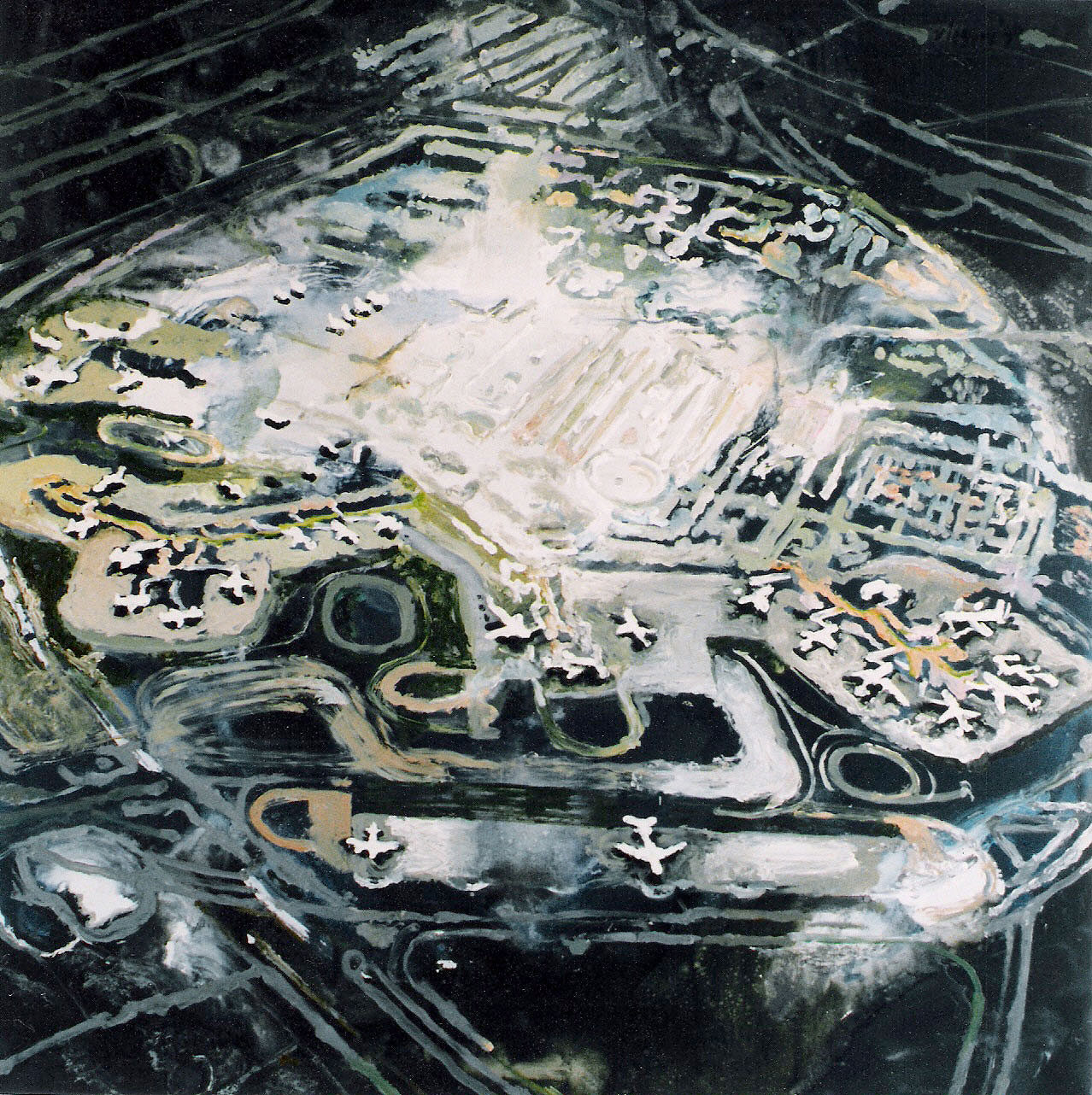
Janneke Viegers, Schiphol Airport

In verscheidene boeken, films en televisieprogramma's speelt Schiphol een rol. Zo komt de luchthaven in het boek Floodgate (Hoog water) van Alistair MacLean uit 1984 na een terroristische aanslag op de dijken onder water te staan. In de NCRV-televisieserie Hello Goodbye wordt reizigers en andere aanwezigen op het vliegveld gevraagd naar hun persoonlijke verhalen en herinneringen. In het programma De Luchthaven van omroep MAX worden de activiteiten van allerlei functionarissen op de luchthaven gevolgd. Schiphol is opgenomen in de Canon van Amsterdam als venster nummer 35.